# Marduk
Pour les articles homonymes, voir Marduk (homonymie).
Marduk ou Mardouk (en akkadien, AMAR.UTU en sumérien), appelé aussi Bēl « le Seigneur », est une divinité de la Mésopotamie antique, le dieu protecteur de la cité et du royaume de Babylone.
Divinité locale sans importance jusqu'au début du XVIIIe siècle av. J.-C., il prend de plus en plus de stature au fur et à mesure que la puissance politique et militaire de Babylone s'affirme, à partir du règne de Hammurabi. Il reprend notamment la personnalité du dieu Asalluhi, fils du grand dieu Ea et dieu des exorcismes. Incarnation de Babylone et de son royaume, il partage leurs destinées, leurs moments de gloire comme leurs périodes de difficulté, sa statue de culte étant à plusieurs reprises capturée par les pays ennemis qui parviennent à s'emparer de sa ville. Dans la seconde moitié du IIe millénaire av. J.-C., sous la dynastie kassite et surtout sous la seconde dynastie d'Isin, il reprend les traits du dieu souverain Enlil et accède au rang de divinité suprême de la Babylonie, en même temps que la cité de Babylone acquiert le statut de ville sainte, centre du monde et pivot du cosmos. La glorification du dieu et de sa ville sont formulées dans un long texte mythologique à leur gloire, Enūma eliš (aussi surnommée « Épopée de la Création »), qui fait de Marduk le roi des dieux et le créateur du monde. Il intègre les attributs et qualités de plus en plus de divinités, certains textes réduisant même les autres êtres divins à des aspects de Marduk.
Son principal lieu de culte, l'Esagil, se situe au centre de Babylone, voisiné par sa ziggurat (édifice à degrés), Etemenanki, et joue un grand rôle dans la théologie officielle babylonienne, en particulier lors de la fête du Nouvel An qui voit le dieu renouveler le mandat du roi de Babylone, lui confiant les destinées de son royaume pour une année supplémentaire. Une importante littérature historique, produite par le clergé babylonien, développe une théologie du pouvoir selon laquelle le dieu choisit celui qui est apte à diriger Babylone, et peut donc défaire ceux qui lui déplaisent, en particulier ceux qui ne lui témoignent pas suffisamment de piété. Pour les particuliers, Marduk est également une figure protectrice, d'abord en tant que dieu des incantations et des rituels d'exorcismes, puis en tant que maître du monde et des destins humains, ce qui lui fait prendre progressivement l'aspect d'un dieu rédempteur et miséricordieux, proclamé dans diverses prières.

## Traits généraux

### Noms
Le nom de Marduk a sans doute été prononcé de différentes manières suivant les époques : Marduk, Martuk, Marutu, Marūduk, etc. (ce dernier expliquant la transcription biblique Merodach),.
S'il existe des incertitudes sur la prononciation du nom, c'est parce que dans les textes cunéiformes il est écrit en logogrammes qui ne donnent pas d'informations phonétiques. La manière la plus courante d'écrire le nom du dieu est dAMAR.UTU ou dAMAR.UD,. En sumérien, cela peut s'interpréter « Jeune taureau du soleil » ou bien « Veau du dieu-soleil ». Il y a plusieurs manières d'analyser cela,. Pour la majorité des spécialistes, il s'agit d'une explication étymologique donnée a posteriori, : le nom du dieu a une origine indéterminé, il renvoie peut-être à une langue qui avait déjà disparu au moment où les premiers textes cunéiformes le documentant sont écrits, et il a ensuite reçu une explication en sumérien, établie par proximité phonétique. Pour d'autres, le nom du dieu est bien sumérien à l'origine, et Marduk/Marutuk ne serait alors que la transposition phonétique en akkadien du sumérien Amar-Utu (après disparition du a- initial, le -k final étant la marque du génitif en sumérien -(a)k). T. Abusch a de son côté proposé une autre explication sumérienne du nom, amar.uda.ak « Veau de la tempête ».
Au Ier millénaire av. J.-C., quand il accède au statut de dieu suprême, l’appellatif Bēl « Seigneur/Maître » devient aussi une autre manière de le désigner (situation semblable à celle du dieu de l'Orage de Syrie, Haddu/Hadad, généralement appelé Baal),. C'est sous ce nom qu'il est connu par les auteurs grecs (qui l'interprètent comme un équivalent de leur Zeus).
La liste de dieux An = Anum ainsi que les sixième et septième tablettes d’Enūma eliš donnent chacune une liste de 50 noms qui servent également à désigner le dieu, généralement ceux des dieux du panthéon mésopotamien dont il a assimilé les traits, et qui renvoient plus spécifiquement à certains de ses aspects, alors qu'il est devenu un dieu « total » concentrant les attributs des autres divinités. Parmi ceux-ci Asalluhi, Shazu et Tutu sont souvent employés pour désigner Marduk.

### Pouvoirs et fonctions
Marduk est une divinité qui s'enrichit au fil du temps de nombreux aspects, quand bien même ceux-ci peuvent parfois apparaître contradictoires, au point qu'il se présente comme une des divinités les plus complexes de la Mésopotamie,.
Marduk apparaît avant tout dans la documentation cunéiforme comme le dieu tutélaire de Babylone, et sa fortune est liée à celle de cette cité,.
Il est impossible de déterminer avec certitude quelles seraient ses compétences originelles, par exemple s'il s'agit d'une force de la nature divinisée. Parmi les possibilités avancées, en se fondant sur l'étymologie supposée de son en sumérien, « Veau du soleil/dieu-soleil » il a été proposé qu'il aurait initialement un aspect solaire, perdu par la suite, mais rien ne vient étayer cette proposition,. D'autres y voient une divinité liée à l'agriculture et à la fertilité, parce qu'il est symbolisé par la bêche à partir de l'époque kassite,,.
Pour autant que l'on puisse le déterminer, Marduk intègre ses attributs par syncrétisme. Le plus important est, dans la première moitié du IIe millénaire av. J.-C., son assimilation à Asalluhi, dieu de la cité de Kuara, dieu de la magie et de l'exorcisme, plus largement associé à la sagesse et aussi aux plantes, et fils du dieu Enki/Ea. C'est sans doute une manière d'intégrer Marduk, une divinité marginale à l'origine, dans la famille des grands dieux mésopotamiens à l'époque où Babylone devient une puissance politique de premier plan,.
Marduk est donc une des principales divinités des exorcismes, et est souvent invoqué dans des incantations pour éloigner les maux affligeant des personnes. Peut-être en lien avec cet aspect (à moins qu'il ne s'agisse d'une conséquence de son élévation au rôle de dieu suprême gouvernant les destinées humaines), il devient progressivement un dieu à l'aspect protecteur très prononcé, un « dieu auxiliaire ultime » selon W. Sommerfeld, souvent invoqué dans des prières personnelles faisant appel à sa bonté, à sa compassion et à sa capacité à pardonner les fautes,,. Cela lui donne un aspect dual évoqué dans plusieurs prières : il est à la fois celui qui accorde les bienfaits aux méritants et celui qui châtie les mauvais.
Avec la poursuite de l'ascension de Babylone dans le paysage politique mésopotamien, puis son accession de manière durable au statut de capitale, Marduk acquiert progressivement le statut de dieu souverain et de dieu suprême, attributs repris au dieu Enlil. Au passage il intègre les aspects d'autres divinités, comme les traits guerriers de Ninurta, fils d'Enlil. Avec la théologie affirmée par Enūma eliš et les textes liés comme ceux renvoyant à la fête du Nouvel An, il est principalement présenté comme le roi des dieux, le créateur et le maître de l'univers, celui qui détermine les destinées.
Il a également un aspect astral, quand il revêt l'aspect de l'astre nommé Nībiru/Nēberu, généralement identifié à la planète Jupiter (dans certains cas il pourrait s'agir de Mercure),.
Plus généralement, avec son élévation proclamée par Enūma eliš et les autres textes de la théologie babylonienne de la fin du IIe millénaire av. J.-C. et du Ier millénaire av. J.-C., Marduk tend à réunir en lui les attributs des autres divinités mésopotamiennes. W. Sommerfeld l'a qualifié de « surface de projection » (Projektionsfläche), un dieu auquel est attribué tout type d'aspect attribuable à une puissance divine, tandis que S. Maul le voit comme « la somme de tous les dieux ».

### Généalogie et cercle divin
Avec son assimilation à Asalluhi, Marduk devient le fils aîné du dieu Enki/Ea, une des principales divinités de Basse Mésopotamie, associée aux eaux souterraines, à la sagesse, aux savoirs et techniques, notamment magiques. Sa mère est la parèdre de ce dernier, la déesse Damkina,.
La parèdre de Marduk est la déesse Ṣarpanitu(m) ou Zarpanitu(m) (aussi appelée Bēltiya la « Dame »/« Maîtresse », pendant féminin du nom Bēl), mais dans quelques cas c'est Nanaya. Le couple a pour fils le dieu Nabû, dieu des scribes et patron de la cité de Borsippa, voisine de Babylone,,.
L'entourage divin de Marduk comprend plusieurs autres divinités, de rang mineur, tel son porte-siège Madanu, ses domestiques aux noms évocateurs Mina-ikul-beli (« Qu'a mangé mon Seigneur ? »), Mina-ishti-beli (« Qu'a bu mon Seigneur ? »), Nadin-me-qati (« Le verseur d'eau pour les mains »), Mukil-me-balati (« Le porteur de l'eau-de-vie »).

### Symboles et images
Sur les stèles et les sceaux, Marduk est symbolisé à partir de la seconde moitié du Ier millénaire av. J.-C. par la bêche à lame triangulaire (marru), ce qui pourrait renvoyer à ses aspects du dieu agraire. Sur les kudurrus ce symbole surmonte généralement une représentation de sanctuaire.
Dans les textes, il dispose d'une arme divine, Mushtesir-habli (« Le redresseur de tort »), décrit comme un lion monstrueux, amalgame des deux armes du dieu Ninurta, Sharur et Shargaz.
Son animal-symbole est un dragon-serpent, le « serpent furieux » mušhuššu, également associé au dieu Nabû, originellement l'animal des dieux Ninazu et Tishpak de la cité d'Eshnunna.
La représentation la mieux connue de Marduk est celle figurant sur un sceau-cylindre en lapis-lazuli daté du règne de Marduk-zakir-shumi (854-819 av. J.-C.) mis au jour dans les niveaux récents de son temple de Babylone et dont l'inscription indique qu'il était destiné à être attaché au cou de la statue du dieu. Le dieu est figuré en homme barbu, coiffé d'une tiare royale, vêtu d'une longue tunique richement ornée, tenant dans sa main gauche la corde et le bâton à mesurer symbolisant la royauté, et de sa main droite une épée à lame recourbée. À ses pieds est assis le dragon-serpent mušhuššu,,. Il pourrait s'agir d'une représentation de la statue de culte du dieu,.

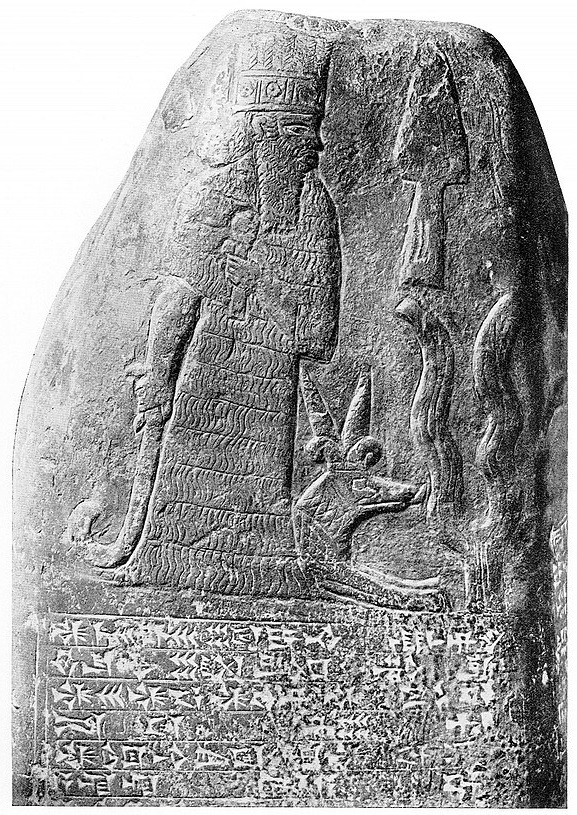
Représentation de Marduk (ou Nabû ?[35]) avec son dragon-serpent et face au symbole de la bêche, kudurru de Meli-Shipak (1186-1172 av. J.-C.) mis au jour dans le temple de Babylone. British Museum[36].
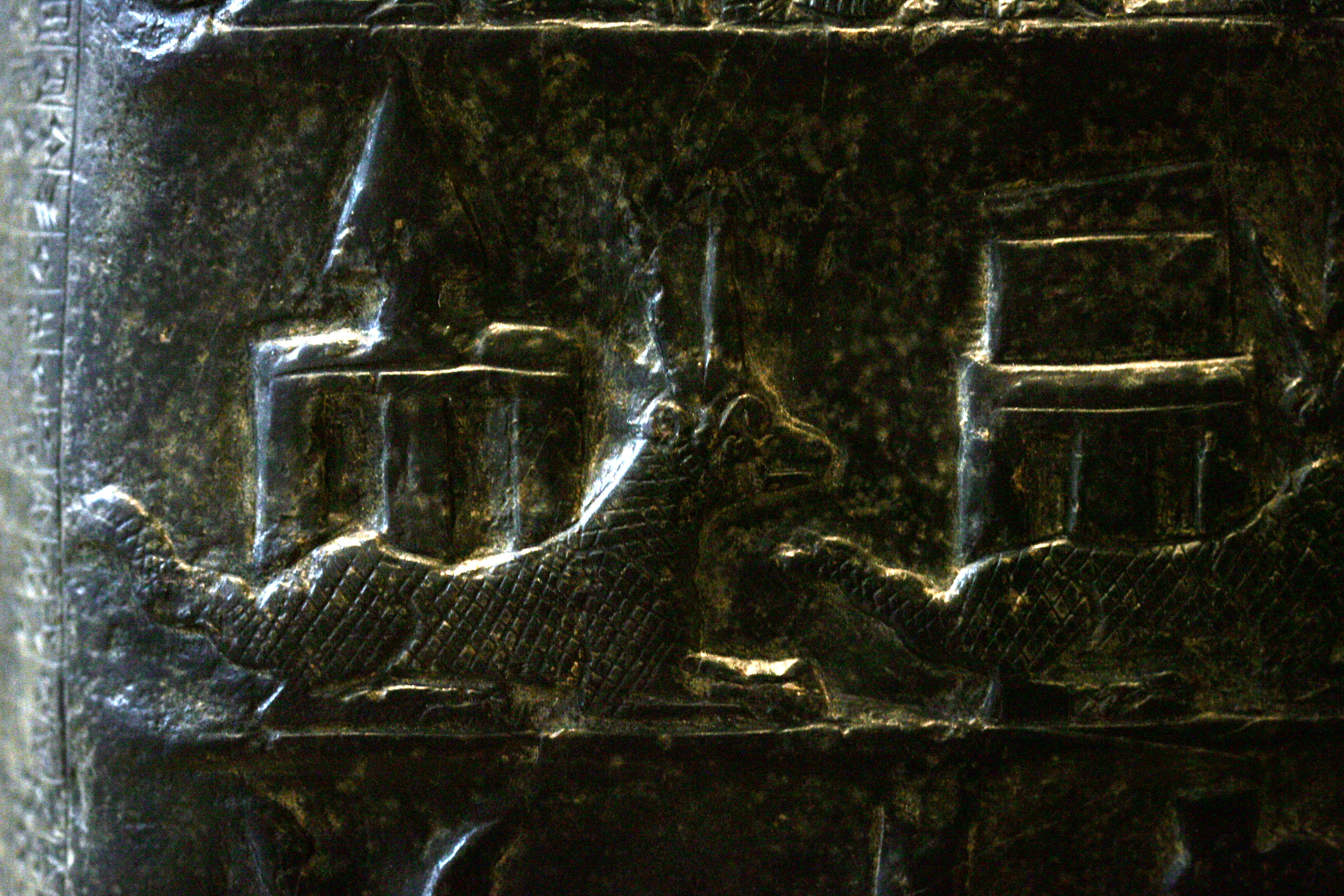
Le dragon-serpent aux pieds d'un temple stylisé surmonté de la bêche de Marduk, détail d'un kudurru de Meli-Shipak (1186-1172 av. J.-C.). Musée du Louvre.
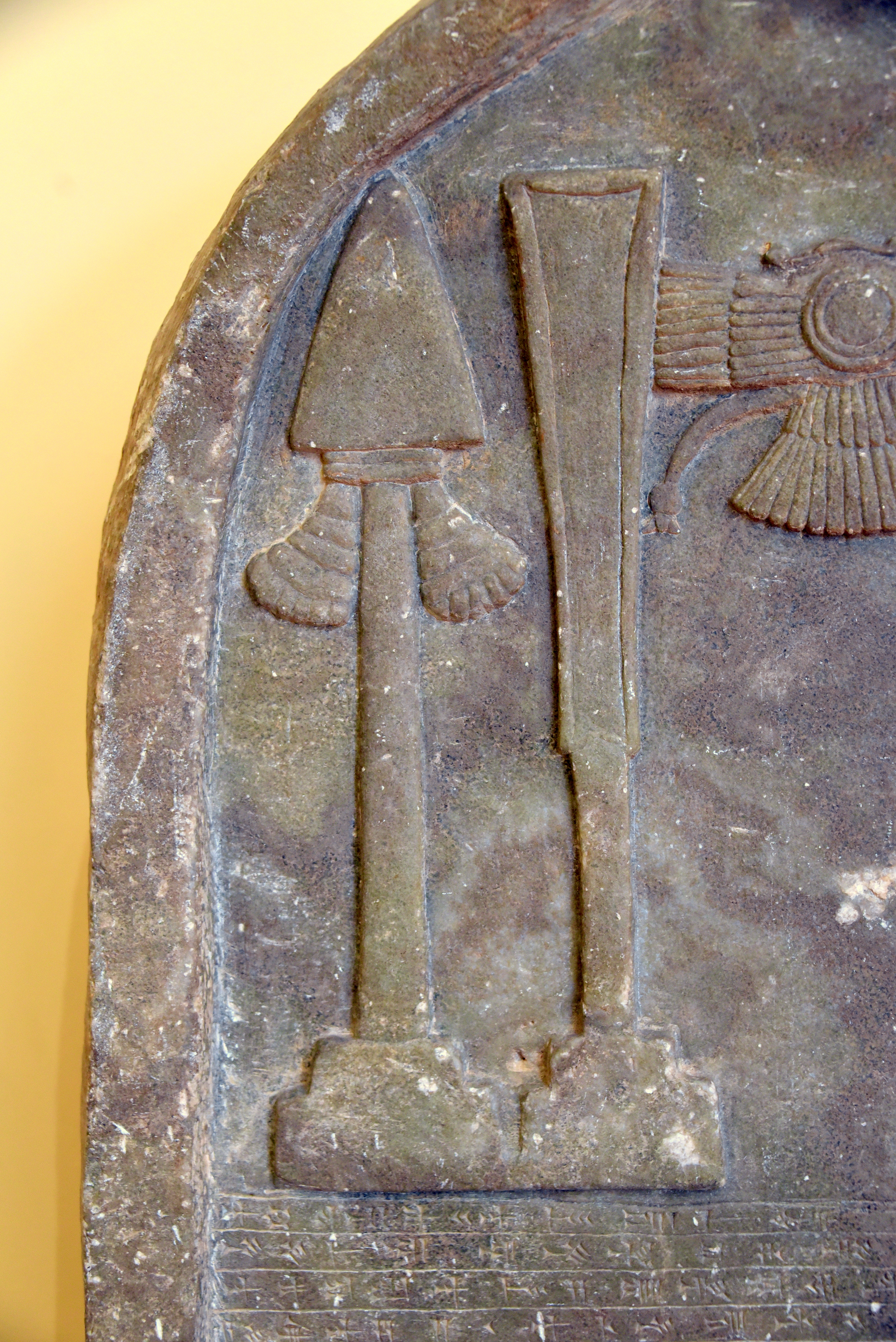
La bêche de Marduk est représentée à gauche, détail de la stèle de Bel-harran-beli-usur, Assyrie, VIIIe siècle av. J.-C. Musée de l'Orient ancien d'Istanbul.
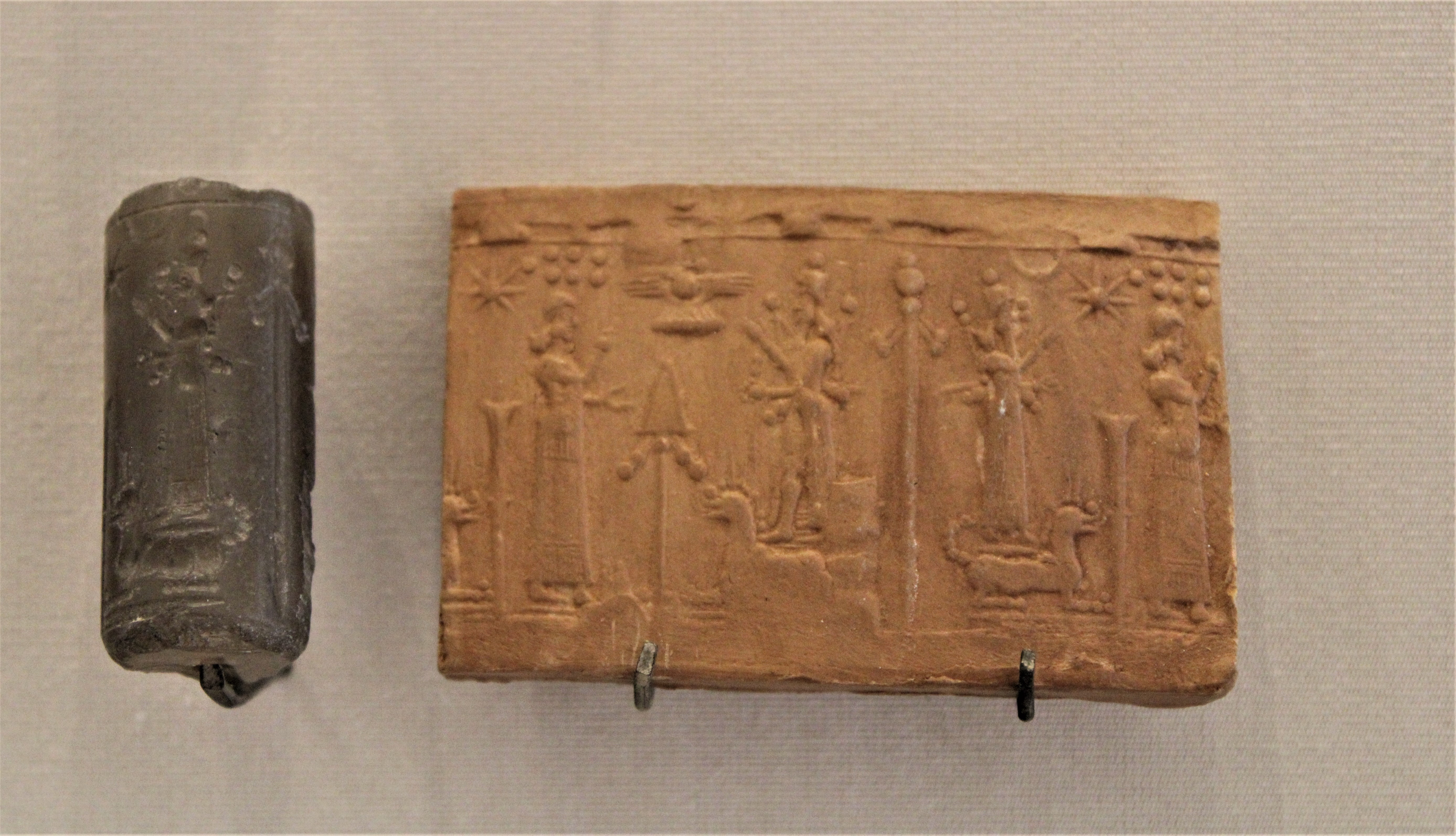
Sceau-cylindre avec impression moderne : scène de culte à Marduk et Nabû. Marduk est figuré dans la partie gauche, sur son dragon-serpent, sa bêche devant eux, face à un orant à gauche. Assyrie, v. 900-600 av. J.-C. Musée du Louvre.

## Histoire: du dieu de Babylone au roi des dieux
L'histoire de Marduk est indissociable de celle de la cité dont il est le patron, Babylone. Au début obscure divinité locale, il prend en importance à partir du moment où Babylone devient la capitale d'un royaume puissant, puis accède au statut de dieu de premier rang lorsque ce royaume consolide sa domination sur la Basse Mésopotamie.

### Origines et première affirmation
Le culte de Marduk est très peu attesté pour le IIIe millénaire av. J.-C. Il apparaît certes dans une inscription votive d'origine inconnue, qui serait datable du dynastique archaïque II (v. 2700-2600 av. J.-C.) et pourrait provenir de Babylone. Mais il est absent des listes de divinités archaïques, n'apparaît pas dans les textes mythologiques en sumérien ni dans les documents administratifs enregistrant des offrandes pour les divinités. Tout indique qu'il n'est alors une divinité peu importante.
Le culte de Marduk est mieux documenté à partir du moment où Babylone devient le siège d'une dynastie amorrite au XIXe siècle av. J.-C. Les inscriptions de certains des premiers rois de la dynastie, Sabium et Sumu-la-El, mentionnent ainsi son temple l'Esagil ainsi que sa parèdre Ṣarpanitum. Quand le royaume de Babylone devient la puissance hégémonique de la Mésopotamie sous le règne de Hammurabi (1792-1750), Marduk monte dans la hiérarchie des dieux : jusqu'alors divinité obscure, il est élevé dans le prologue du Code de Hammurabi au statut d'élu des grands dieux Anu et Enlil, qui lui octroient la souveraineté, et à travers lui le roi Hammurabi et la ville de Babylone. Donc dès cette période « les fortunes du dieu tutélaire, de sa ville et de son roi apparaissent indissolublement liées » (D. Charpin).

« Lorsque l'éminent Anu, le roi des Anunnaku, et Enlil, le seigneur des cieux et de la terre, qui fixe les destins du pays, eurent attribué à Marduk, le fils aîné d'Ea, le pouvoir d'Enlil (la royauté) sur la totalité des gens, l'eurent rendu grand parmi les grands, eurent donné à Babylone un nom éminent et l'eurent rendue hors pair parmi les contrées, […] alors c'est moi, Hammurabi, prince zélé qui craint les dieux, que, pour faire apparaître la justice dans le pays, pour anéantir le méchant et le mauvais, pour que le fort n'opprime pas le faible, pour sortir comme Shamash au-dessus des têtes noires (les hommes) et éclairer le pays, Anu et Enlil ont appelé par mon nom pour procurer du bien-être aux gens.
Que l'homme injustement traité, qui est mêlé à une affaire, vienne devant ma statue de « Roi de justice », se fasse lire ma stèle inscrite, qu'il écoute mes paroles précieuses, que ma stèle lui dévoile l'affaire, qu'il voie son cas et qu’il laisse respirer son cœur en ces termes : « Hammurabi, le seigneur qui est comme un père charnel pour les gens, s'est affairé à la parole de Marduk son seigneur et a atteint ce que souhaitait Marduk au nord et au sud ; il a contenté le cœur de Marduk son seigneur, a destiné pour toujours le bien-être aux gens et fait justice au pays. » »

— Les rôles de Marduk et de Hammurabi, extraits du prologue et de l'épilogue du Code de Hammurabi.
Marduk intègre alors le groupe des divinités les plus importantes de Mésopotamie, ce qui se traduit notamment par sa présence croissante dans les noms de personnes (qui font généralement référence à une divinité pour invoquer sa protection). La prise en importance de Marduk se fait en particulier par l'adoption d'éléments de la prestigieuse théologie d'Eridu et de son dieu Enki/Ea, l'une des principales figures du panthéon mésopotamien : il est assimilé au dieu Asalluhi, lié à la magie et aux incantations, ce qui fait de lui le fils aîné du dieu Enki/Ea.

### L'élévation de Marduk
La période médio-babylonienne (v. 1595-1000 av. J.-C.) est celle durant laquelle Marduk accède au rang de divinité suprême de la Babylonie. Le processus est graduel. La dynastie amorrite est remplacée par la dynastie kassite, qui occupe la majeure partie de la période (v. 1595-1155) et consolide le statut de Babylone en tant que capitale de la région. Lors de la chute de la dynastie amorrite, provoquée par les Hittites, la statue de culte de Marduk avait été emportée par les vainqueurs. Un acte fondateur de la nouvelle dynastie kassite est le retour de la statue lors du règne d'Agum II. Il y a néanmoins peu d'attestations du culte de Marduk sous la dynastie kassite, les inscriptions royales étant rares. Il est invoqué dans des prières inscrites sur des sceaux en tant que dieu de la capitale, avec des formules emphatiques, ce qui pourrait indiquer que son élévation repose en bonne partie sur la religion « populaire ». Ce qui ressort des textes est le fait que le statut du dieu parmi les principales divinités mésopotamiennes est consolidé, bien qu'Enlil garde le rang de dieu octroyant la royauté,,. Il semble se produire au moins vers la fin de cette dynastie un syncrétisme entre les deux : Marduk reprend des aspects d'Enlil et avec eux une stature de dieu souverain. En tout cas l'affirmation du statut suprême de Marduk repose en partie sur le transfert d'éléments depuis la théologie de la cité de Nippur (qui comprend aussi le dieu guerrier Ninurta, fils d'Enlil) vers celle de Babylone.
Les liens entre Marduk et Babylone se repèrent une nouvelle fois par les péripéties de sa statue de culte. La ville est prise par le roi assyrien Tukulti-Ninurta Ier (1244-1208) qui emporte la statue en Assyrie. Puis en 1155 la dynastie kassite est abattue par les Élamites, qui prennent à leur tour Babylone et la statue du dieu. Nabuchodonosor Ier (1124-1103) venge Babylone en défaisant les Élamites et en prenant leur capitale Suse, ramenant triomphalement la statue de Marduk dans son temple. À la suite de W. Lambert,, l'opinion dominante chez les historiens situe à ce moment (ou dans les années qui suivent) l'affirmation du statut suprême de Marduk dans le panthéon mésopotamien. Le retour de la statue à Babylone se serait accompagné d'un important effort de justification théologique, qui culminerait dans la rédaction d’Enūma eliš, long texte mythologique reprenant des éléments de mythes antérieurs pour constituer un récit cohérent affirmant la suprématie de Marduk,. Il n'y a pour autant pas de preuve décisive et il est possible que ce texte ait été rédigé avant ou après. À ce stade en tout cas, il semble que la suprématie de Marduk ne soit pas encore admise dans toute la Babylonie, cela n'étant fait que durant les siècles suivants (Babylonie post-kassite).

### Un dieu suprême
Au début du Ier millénaire av. J.-C., Marduk est incontestablement devenu le dieu souverain de la Babylonie. Le discours d’Enūma eliš sur la supériorité de Marduk est conforté et prolongé par différents autres textes dans lesquels il est présenté comme une figure dominante, supérieure aux autres dieux, et de plus en plus englobante. Il est souvent simplement désigné par le terme Bēl, qui signifie « Seigneur » ou « Maître », et affublé de titres tels que « Roi des dieux » ou « Seigneur des seigneurs ». Dans certains textes religieux, ce ne sont plus seulement des divinités mineures mais les grands dieux du panthéon tels que Ninurta, Enlil, Nabû, Shamash, etc. qui sont présentés comme des manifestations de Marduk, achevant ainsi le processus qui l'a vu depuis plus d'un millénaire enrichir sa personnalité de celle d'autres dieux, afin qu'il concentre en lui tous leurs pouvoirs,.
Ô Marduk, Sîn n'est que ta Divinité ;

Anu, Ta Souveraineté ;

Dagan, Ta Dignité seigneuriale ;

Enlil, Ta Royauté ;

Adad, Ta Prépotence ;

Le sage Ea, Ton Intelligence ;

Nabû, le Lettré, Ton savoir ;

Ninurta, Ta Primauté ;

Nergal, Ta Vigueur,

Et le brillant Shamash, Ta Judicature …
— Prière « à main levée » adressée à Marduk, lors d'un rituel de guérison, trad. J. Bottéro.
Cette situation, qui n'est pas propre à Marduk mais concerne aussi, certes dans une moindre mesure, d'autres dieux (Assur et Nabû, voire Sîn et Shamash), a pu être désignée de différentes manières : pour J. Bottéro ce sont des tendances hénothéistes vagues et fugaces, car aucun dieu ne s'est imposé durablement malgré les succès des discours sur Marduk ; pour W. von Soden ce sont des tendances « monothéiotétistes », voyant toutes les divinités amalgamées dans une seule figure ; W. Lambert considère quant à lui qu'il y a bien un monothéisme qui se met en place dans certains textes célébrant Marduk, au moins à partir de 800. Mais même si c'est le cas, ces idées n'ont pas fait souche dans la société babylonienne.

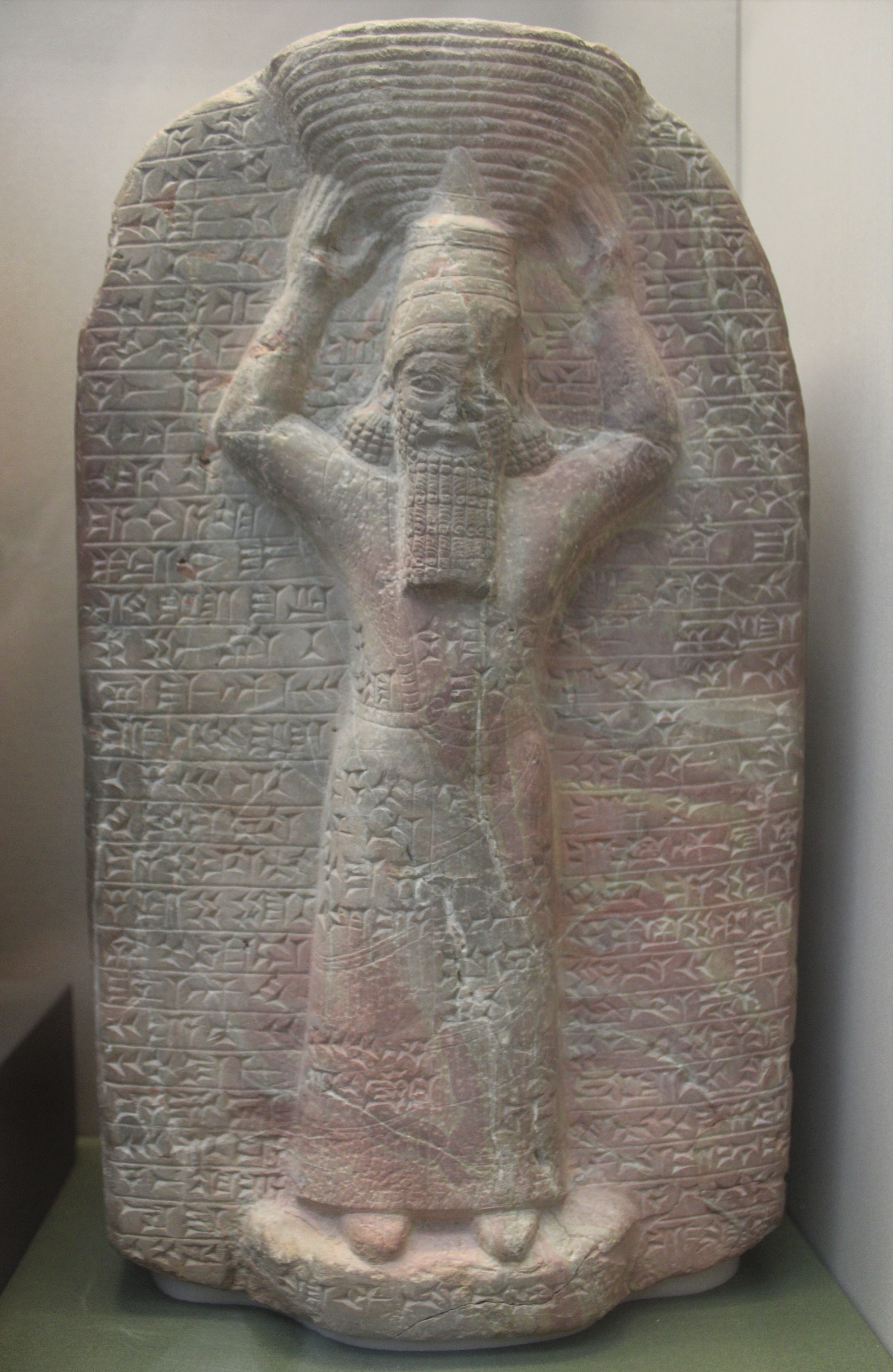
Assurbanipal représenté en bâtisseur, sur une stèle commémorant la restauration de l'Esagil. British Museum.

Le statut majeur de Marduk en Babylonie ressort en particulier des rapports entretenus entre le dieu et les rois assyriens qui tentent d'imposer leur domination sur la région, en particulier aux VIIIe – VIIe siècle av. J.-C. (Babylonie sous domination assyrienne), qui oscillent entre des tentatives de se présenter comme les élus du dieu et donc les souverains légitimes du pays, ou bien le voient comme l'incarnation d'un pays rival et insoumis et cherchent à le placer dans une position subordonnée, en utilisant la figure de leur propre dieu national et incarnation de leur empire, Assur. Concernant la première tendance, plusieurs rois assyriens font des donations au culte de Marduk. Tiglath-Phalazar III et Sargon II, qui se proclament rois de Babylone, participent aux festivités du Nouvel An babylonien durant lesquelles le dieu leur reconnaît la souveraineté sur Babylone. Concernant la seconde tendance, Sennachérib détruit Babylone et capture la statue de culte de Marduk, envoyée en Assyrie, en même temps que des savants de son entourage entreprennent de transférer au dieu Assur des éléments de la théologie de Marduk (voir plus bas). Cela est cependant de courte durée, car les rois suivants, Assarhaddon et Assurbanipal, se montrent plus conciliants envers Babylone et son dieu, en décidant de rendre la statue de culte à son sanctuaire, qui est restauré,.
L'empire assyrien est vaincu entre 626 et 609 par une nouvelle dynastie de rois babyloniens (empire néo-babylonien), dont les fondateurs sont Nabopolassar et Nabuchodonosor II. Cette lignée fait de Marduk le dieu garant de la souveraineté, en faisant également jouer un rôle majeur à ses côtés à son fils Nabû. Le sanctuaire de Marduk à Babylone est reconstruit avec des moyens considérables, consacrés notamment à sa ziggurat Etemenanki qui devient un des symboles de la cité. Son clergé cherche à exercer une grande influence, même s'il s'est apparemment heurté aux volontés du dernier roi de la dynastie, Nabonide, qui aurait privilégié le dieu-lune Sîn (voir plus bas),.

« Qu'y a-t-il sans toi, Seigneur ? Le roi que tu aimes et dont tu as prononcé le nom, il te plaît de faire prospérer son nom et de lui procurer une bonne route. C'est toi qui m'as créé, moi, le prince que tu agrées, la créature de tes mains, et tu m'as confié la royauté sur tous les gens. Selon la bienveillance, Seigneur, que tu leur accordes à tous en permanence, rends miséricordieuse à mon égard ta seigneurie éminente, et suscite en mon cœur la crainte de ta divinité; accorde-moi ce qui te plaît et que tu fasses que je vive ! »

— Prière de Nabuchodonosor II à Marduk, concluant une inscription royale, trad. M.-J. Seux.
En tout cas, lorsque Nabonide est renversé par le roi perse Cyrus II en 539, le clergé de Marduk se range aux côtés du vainqueur et rédige des textes en faisant l'élu du dieu, comme le « Cylindre de Cyrus », confortant donc sa légitimité malgré son origine étrangère. Néanmoins les rois perses ne semblent pas avoir cherché à s'attirer les bonnes grâces du dieu Marduk et s'être intéressés à l'entretien de son culte. Au contraire, on impute au roi Xerxès Ier la destruction du sanctuaire du dieu vers 484, après une révolte de la Babylonie. Après cela, le temple semble laissé à l'abandon. Alexandre le Grand envisage sa restauration lorsqu'il prend la ville aux Perses en 331, mais ce projet ne sera pas mené à son terme. La description la plus détaillée du culte de Bel-Marduk dans la littérature gréco-romaine (qui identifie le dieu à Zeus et à Jupiter) vient d'Hérodote (I, 181-183), qui a peut-être visité la ville au Ve siècle av. J.-C. (c'est débattu). Il décrit le temple du dieu comme un édifice comprenant du mobilier très luxueux, à commencer par la statue du dieu, ainsi que la ziggurat, et rapporte que les prêtres du sanctuaire lui ont raconté que le temple du sommet de la tour servait à un rituel rappelant le thème du mariage sacré,.
Les nouveaux maîtres séleucides de la Babylonie (v. 311-140) ont adopté une attitude plus conciliante que celles des rois perses envers les élites babyloniennes, afin de stabiliser leur pouvoir. Sans restaurer le temple, ils contribuent au moins matériellement à son culte, participent épisodiquement aux fêtes du Nouvel An. Le culte royal est implanté dans l'Esagil, au moins à la fin de la période. Dans l'idéologie royale également ils cherchent à reprendre les habitudes locales afin de légitimer leur pouvoir. Les premiers Séleucides identifient Bel-Marduk à Zeus-Bélos (le second terme étant la transcription grecque de Bel), en lui conférant un aspect solaire, qui est plus spécifiquement relié le roi fondateur de la dynastie Séleucos Ier, alors que son fils Nabû est assimilé à un des fils de Zeus, Apollon, et au prince héritier et second roi de la dynastie, Antiochos Ier. Le clergé babylonien a lui aussi cherché à accorder la théologie babylonienne aux réalités politiques hellénistiques. Ce contexte semble en effet avoir stimulé la rédaction de nouveaux textes religieux (rituels, chroniques, lettres fictives) centrés sur le dieu Marduk, son temple et la ville de Babylone visant à créer une alliance entre le clergé de Babylone et les rois séleucides (puis leurs successeurs parthes) en les intégrant dans les traditions locales.

### Un statut contesté
En tout état de cause, quelle que soit la manière dont on désigne le statut de Marduk dans les œuvres théologiques des époques récentes (hénothéisme, monothéisme), la religion mésopotamienne préserve jusqu'au bout un caractère polythéiste affirmé avec plusieurs centres religieux et intellectuels ayant des traditions divergentes si ce n'est concurrentes valorisant chacune leur propre dieu. Marduk s'est donc régulièrement vu opposer des rivaux, notamment par le biais de « contre-textes » se réappropriant les discours le concernant, en premier lieu Enūma eliš, parfois en les retournant contre lui.
La rivalité entre Marduk et le dieu assyrien Assur a en particulier attiré l'attention des historiens. Elle peut être vue comme la transposition dans le monde divin des affrontements ayant opposé les royaumes de Babylone et d'Assyrie. Plusieurs points communs existent entre les trajectoires historiques de ces deux dieux nationaux : ils incarnent l'un comme l'autre l'autre leur ville et leur royaume, ils sont au départ des dieux locaux sans personnalité réelle, qui s'affirment au fur et à mesure que le royaume dont ils sont les protecteurs deviennent des puissances politiques de premier plan, reprenant les aspects de divers dieux, en premier lieu ceux d'Enlil qu'ils finissent par remplacer à la tête du panthéon, terminant en figure hénothéiste voire monothéiste dans certains cercles savants. Néanmoins une grande différence entre les deux est le fait que Marduk a fait l'objet d'un culte en Assyrie, tandis qu'Assur ne s'est jamais implanté en Babylonie. De fait la lutte est surtout venue de l'Assyrie et s'est surtout manifesté sous le règne de Sennachérib, lorsqu'il détruit Babylone après plusieurs tentatives infructueuses pour la soumettre : la statue de Marduk est emportée en Assyrie, on rédige une version assyrienne d’Enūma eliš dans laquelle Assur remplace Marduk, le rituel du Nouvel An de type babylonien est implanté à Assur ; c'est sans doute aussi dans ce contexte qu'est rédigé le commentaire cultuel surnommé Ordalie de Marduk, jugement divin dans lequel Marduk est l'accusé. Mais il semble qu'il ne faille pas exagérer les faits. Les écrits polémiques contre Marduk sont peu nombreux et ont sans doute eu une réception très limitée.
En Babylonie même, d'autres dieux ont fait l'objet de proclamations de grandeur qui n'ont rien à envier à celles dont a bénéficié Marduk. C'est en particulier le cas du dieu-lune Sîn, qui devient la divinité favorite du roi Nabonide (556-539) dans la dernière partie de son règne. Des inscriptions de ce roi proclament son statut de dieu suprême, roi des dieux, maître des destinées du royaume. Cela s'accompagne d'une littérature de propagande du clergé de Marduk, rédigée après la défaite de ce roi face aux Perses, imputant celle-ci à l'impiété du roi et au fait que Marduk s'est détourné de lui. L'importance de la dévotion de Nabonide envers Sîn est cependant discutée, certains spécialistes considérant qu'elle a avant tout été proclamée dans les sanctuaires du dieu-lune et n'a pas été jusqu'à déchoir Marduk de son statut.
Néanmoins le plus grand rival de Marduk n'est autre que son propre fils Nabû, qui acquiert un statut majeur dès la fin du IIe millénaire av. J.-C. Ce dieu aux origines obscures connaît une ascension accompagnant celle de Marduk à partir du moment où il devient considéré comme son fils, il accède au statut de dieu tutélaire de la cité de Borsippa, voisine de Babylone, et son sanctuaire, l'Ezida, fait l'objet de grandes attentions de la part des rois babyloniens et également assyriens. Au Ier millénaire av. J.-C. il acquiert un statut qui en fait progressivement l'égal de son père. Un hymne d'époque récente en fait également une figure amalgamant les puissances d'autres dieux, comme cela a pu être fait pour Marduk.
L'importance des traditions locales et les limites de l'implantation de Marduk en Babylonie transparaissent en plusieurs endroits. Elles sont en particulier révélées par l'évolution des cultes dans la cité d'Uruk, l'un des principaux centres urbains et religieux de la Babylonie. Sous les rois néo-babyloniens, le culte de Marduk (et celui de Nabû) y est implanté par la volonté des rois, ce qui est sans doute une manière d'y accroitre la domination de Babylone. Mais après la chute de l'empire babylonien une revanche locale se fait contre l'influence babylonienne et celle de Marduk : ce dieu perd en importance dans les cultes d'Uruk, qui sont réorientés autour de la vieille figure masculine souveraine locale, le dieu Anu, et il semble même y avoir eu des écrits polémiques dirigés contre le dieu de Babylone.

## Marduk dans la littérature mésopotamienne

### Mythes: souverain et créateur

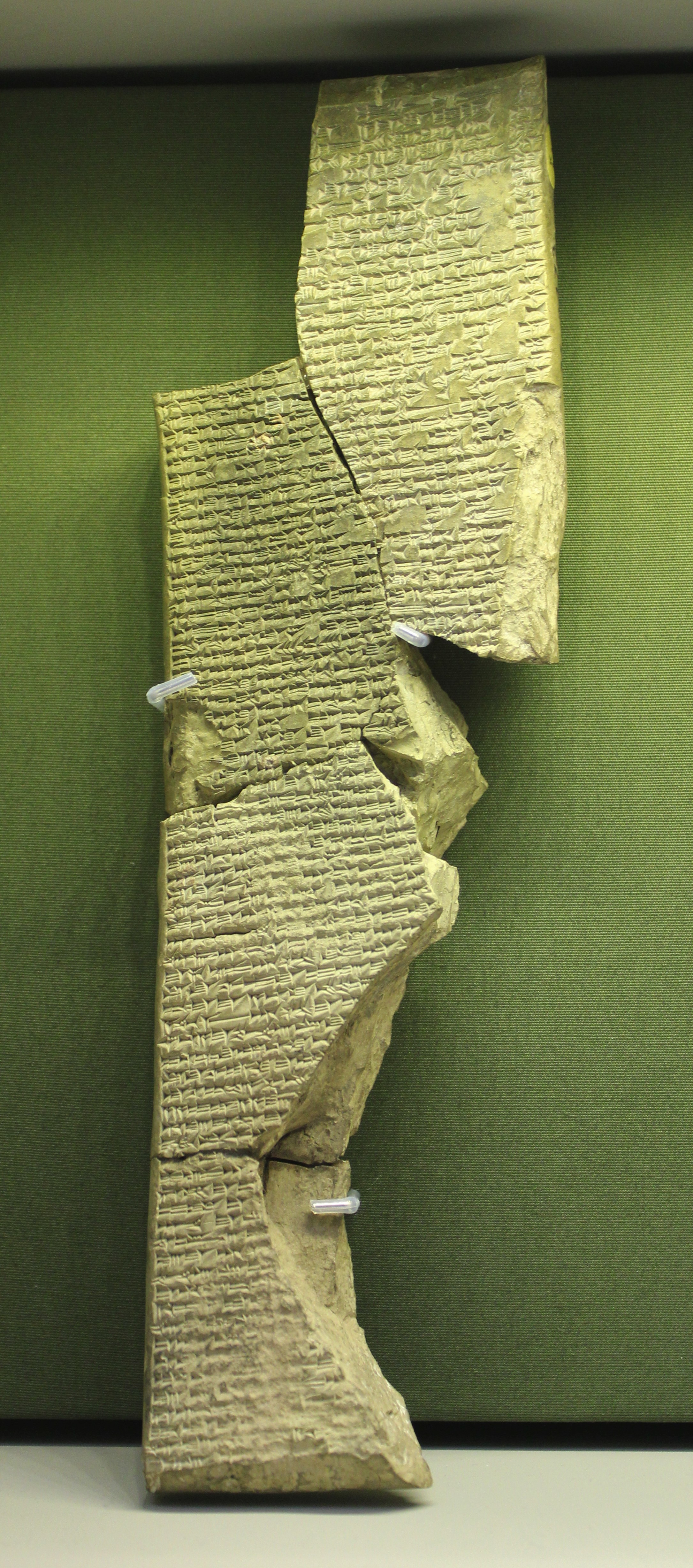
Fragment de tablette d’Enūma eliš, provenant de la « Bibliothèque d'Assurbanipal » de Ninive, British Museum.

Un premier ensemble de textes faisant jouer les premiers rôles à Marduk est rangé dans la catégorie des mythes. Y sont principalement mis en avant les rôles souverain et créateur du dieu.
Le principal texte mythologique se focalisant sur la figure de Marduk est Enūma eliš (« Lorsqu'en haut », son incipit, qui a fonction de titre en Mésopotamie), aussi surnommé « Épopée de la Création »,,. Ce récit se déroule sur sept tablettes d'environ 160 lignes chacune, dont des fragments ont été retrouvés sur plusieurs sites de Babylonie et d'Assyrie, qui indiquent qu'il a été populaire dans le milieu lettré. Le texte a des aspects de mythe de création et de combat divin, mais il est fondamentalement un mythe de souveraineté relatant comment Marduk est devenu le roi des dieux. pour cela, il puise son inspiration dans différents autres textes, notamment ceux provenant de la tradition de Nippur concernant les exploits du dieu guerrier Ninurta, les récits de combat divin du dieu de l'Orage proche-oriental contre la personnification de la Mer incarnant les forces du chaos, ainsi que des textes de création et de généalogie divines. Le tout est remanié et agencé dans un récit cohérent au propos particulièrement efficace. Enūma eliš débute aux temps primordiaux, avec le couple constitué d'Apsû et de Tiamat, respectivement les eaux douces des profondeurs et les eaux salées des mers, qui sont à l'origine de la lignée des dieux. Leur progéniture devenant de plus en plus bruyante et perturbatrice, Apsû décide de les anéantir. Mais il est vaincu et tué par l'un de ses descendants, le dieu sage Ea, qui s'approprie son domaine et donne naissance au dieu Marduk, appelé à être le plus grand de tous les dieux. Tiamat entre à son tour en guerre contre ses descendants, par vengeance et aussi parce qu'ils lui causaient trop de troubles. Elle constitue une armée de monstres. Les dieux étant incapables de lui faire face, ils font appel à Marduk, le seul en mesure de vaincre leur ennemi. Celui-ci accepte en échange du statut de roi des dieux, qui lui est accordé. Il tue Tiamat et soumet son armée, ce qui lui permet d'être confirmé au rang de dieu suprême. Il crée alors le Ciel et la Terre à partir de la dépouille de Tiamat, organise les astres et le découpage du temps, répartit les fonctions des dieux qui sont désormais à ses ordres, demande à son père Ea de créer l'humanité pour qu'elle travaille à la place des dieux, puis décide d'établir au centre du Monde la cité de Babylone, que construisent pour lui les autres dieux. Lors des célébrations qui ont lieu au moment de son intronisation dans son temple de Babylone, il reçoit cinquante noms qui évoquent ses nombreux pouvoirs et ses qualités. Cette séquence des noms de Marduk occupe la majeure partie des deux dernières tablettes et constitue le point d'orgue du texte, offrant des possibilités d'interprétations ésotériques dont sont friands les érudits babyloniens. Les noms révèlent les différentes qualités de Marduk et les nombreux aspects de sa puissance, qui sont repris d'anciennes divinités qu'il intègre en lui et font de lui l'incontestable divinité suprême,,.
Durable est la Parole de (Marduk), irréformable son Ordre :

Nul dieu ne peut changer ce qui lui sort de la bouche !

S’il s’entête à jeter un regard malveillant,

Dans son emportement, nul dieu ne peut affronter son courroux ! 

Son cœur est insondable, immense est son esprit !

Coupable et délinquant sont devant lui !

Telle est la révélation qu’un Ancien, devant qui on l’avait exposée,

Mit et disposa par écrit pour l’enseigner à la postérité! 

[Les prouesses (?)] de Marduk qui créa les dieux Igigi, 

[Qu’on les récite [?)], en prononçant son Nom,

[Et que l'on psalmodie (?)] le chant de Marduk 

[Qui,] après avoir terrassé Tiamat, reçut le Pouvoir-souverain.
— Enūma eliš, épilogue sur la tablette VII, traduction de J. Bottéro.
Un autre texte relate la création du monde par Marduk, en commençant par Babylone et son temple l'Esagil, avant de créer l'environnement caractéristique de la Basse Mésopotamie (rivières et marécages, faune et végétation), puis ses autres villes. Le texte connu s'interrompt à ce stade, empêchant de connaître la suite,.
Le second mythe babylonien majeur, également populaire dans le milieu lettré, dans lequel intervient Marduk est l’Épopée d'Erra ou Erra et Ishum,. Son protagoniste est, comme ses noms modernes l'indiquent, le dieu Erra, un aspect de Nergal lié à la guerre et à la destruction. Il a été rédigé postérieurement à Enūma eliš, par un dénommé Kabti-ilani-Marduk, quelque part entre 1050 et 750 av. J.-C., probablement pour donner une explication théologique aux malheurs qui frappent la Babylonie durant ces siècles, dont l'origine est à chercher dans la sphère divine. Ce récit se présente comme une suite de longs dialogues entre divinités, délivrant un message qui le rapproche des récits de sagesse. Le dieu Erra, avec le soutien de ses lieutenants, souhaite causer pour une raison indéterminée le chaos dans le pays, et pour cela il éloigne Marduk contre la fausse promesse de faire régner l'ordre à sa place. Aussitôt le roi des dieux parti, le pays plonge dans la dévastation et les autres dieux assistent impuissants à sa destruction quasi-complète. Erra est finalement ramené à la raison par son lieutenant Ishum, l'ordre est progressivement rétabli et Marduk revient occuper son trône de roi des dieux, permettant au récit de se terminer sur une note d'espoir. Dans ce récit, Marduk apparaît comme l'incontestable roi des dieux, maître de l'ordre, statut qu'il a acquis dans Enūma eliš, comme un personnage sage, parlant dans un langage relevé. La raison de ses actes n'est jamais explicitée, et d'une manière générale aucun manquement spécifique des humains ne semble à l'origine des malheurs qui s'abattent sur eux,.

### Prières et louanges: sauveur et miséricordieux

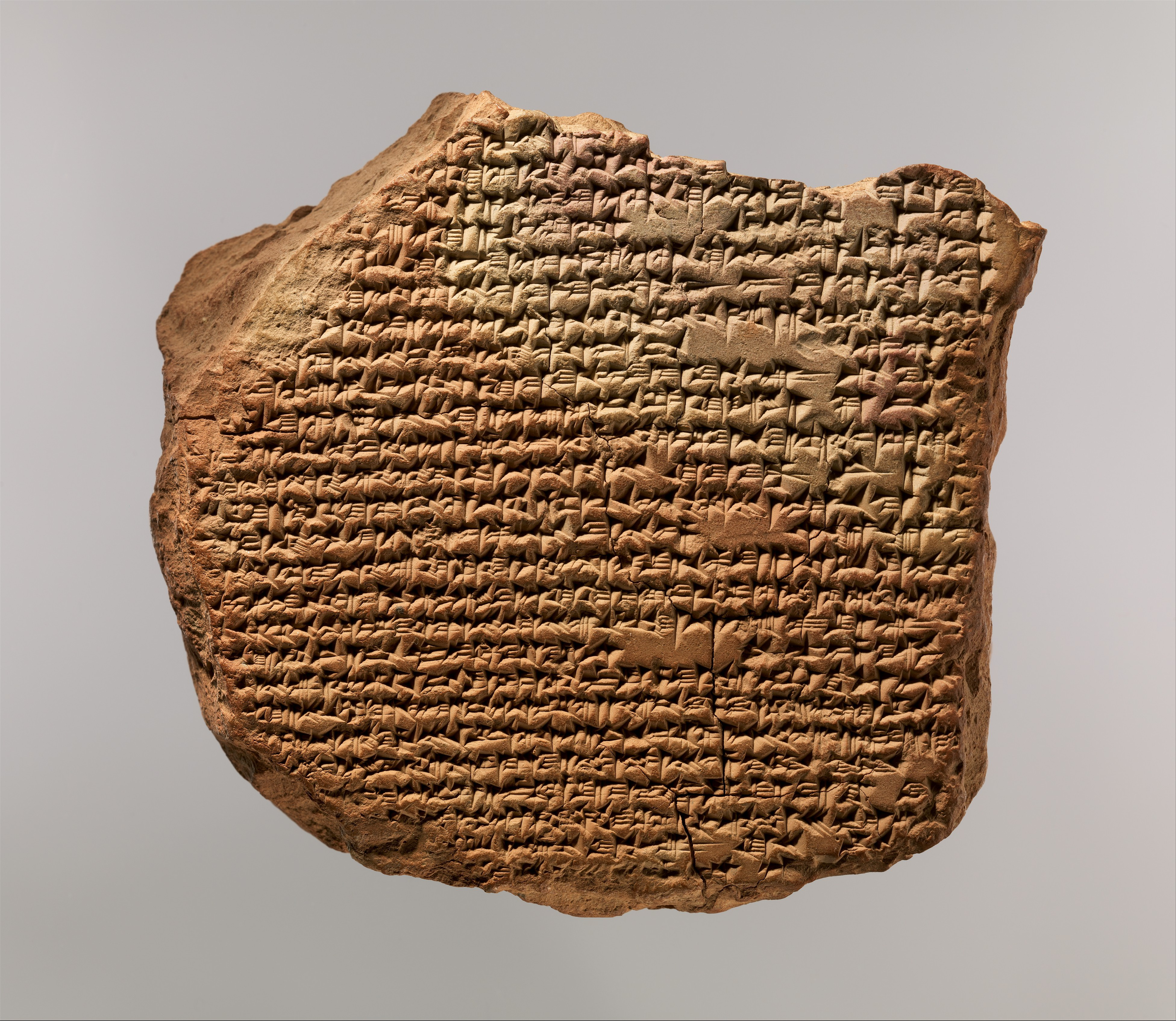
Hymne bilingue sumérien-akkadien célébrant Marduk. Provenance inconnue, Metropolitan Museum of Art.

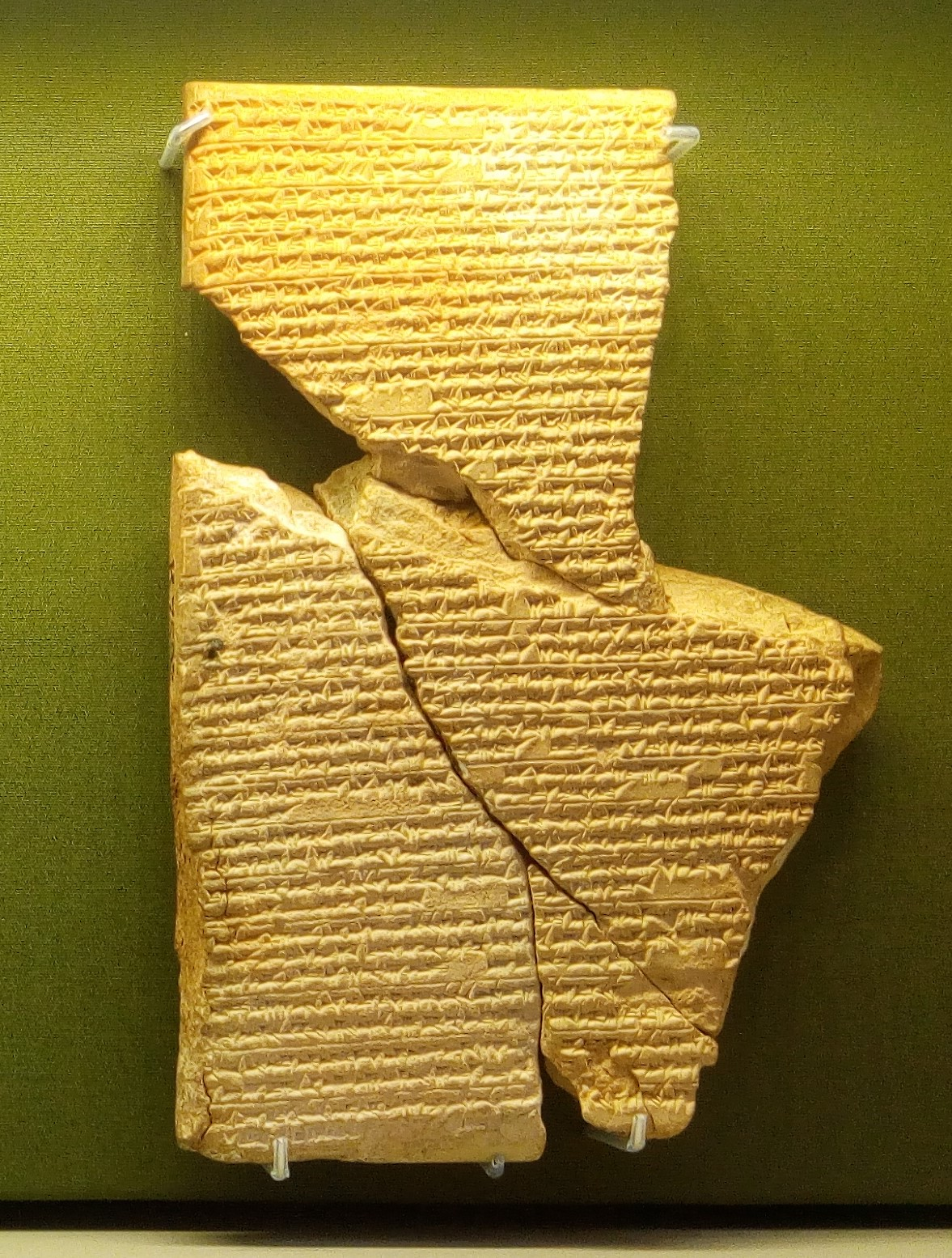
Hymne acrostiche dédié à Marduk et à Ṣarpanitu par le roi assyrien Assurbanipal (668-630) : les premiers signes des distiques et tristiques constituent la phrase suivante : « Je suis Assurbanipal, qui t'a invoqué : fais-moi vivre, Marduk, que je chante tes louanges ! ». C'est un exercice d'érudition comprenant diverses allusions à Enūma eliš,. Ninive, British Museum.

D'autres types de textes relevant au sens large de la catégorie des hymnes, prières et lamentations, qui visent à attirer aux humains les faveurs du dieu. Certains de ces textes ont pour objet de louer les qualités du dieu et de le glorifier (ceux que l'on désigne plus précisément comme des « hymnes »), en tant que roi des dieux et créateur de l'univers, mais généralement ils cherchent aussi à capter sa grâce (« prières », notamment pénitentielles ou conjuratoires), et ont souvent une finalité pratique puisqu'ils formulent des demandes plus précises et s'intègrent dans des rituels de guérison, de conjuration ou de prévention d'un mal, accompagnés d'incantations. Cela singularise les prières adressées à Marduk de celles adressés à la plupart des autres divinités majeures du panthéon mésopotamien,. Le dieu y est mis en avant en tant que responsable de la délivrance et des punitions, dont l'influence s'étend jusqu'à la vie privée des personnes. Ces aspects peuvent dériver aussi bien de son rôle de dieu des exorcismes et des incantations que de celui de roi des dieux, juge suprême et maître des destinées. Selon les croyances mésopotamiennes, la protection des personnes est plutôt de la responsabilité des divinités personnelles et des esprits protecteurs (šēdu et lamassu). Les divinités de premier rang telles que Marduk jouent plus un rôle de commandant de ces divinités mineures et sont sollicitées par les individus en dernier recours, quand ils sont atteints d'un malheur dont l'origine est inexplicable et contre lequel ils ne peuvent lutter par des moyens ordinaires.

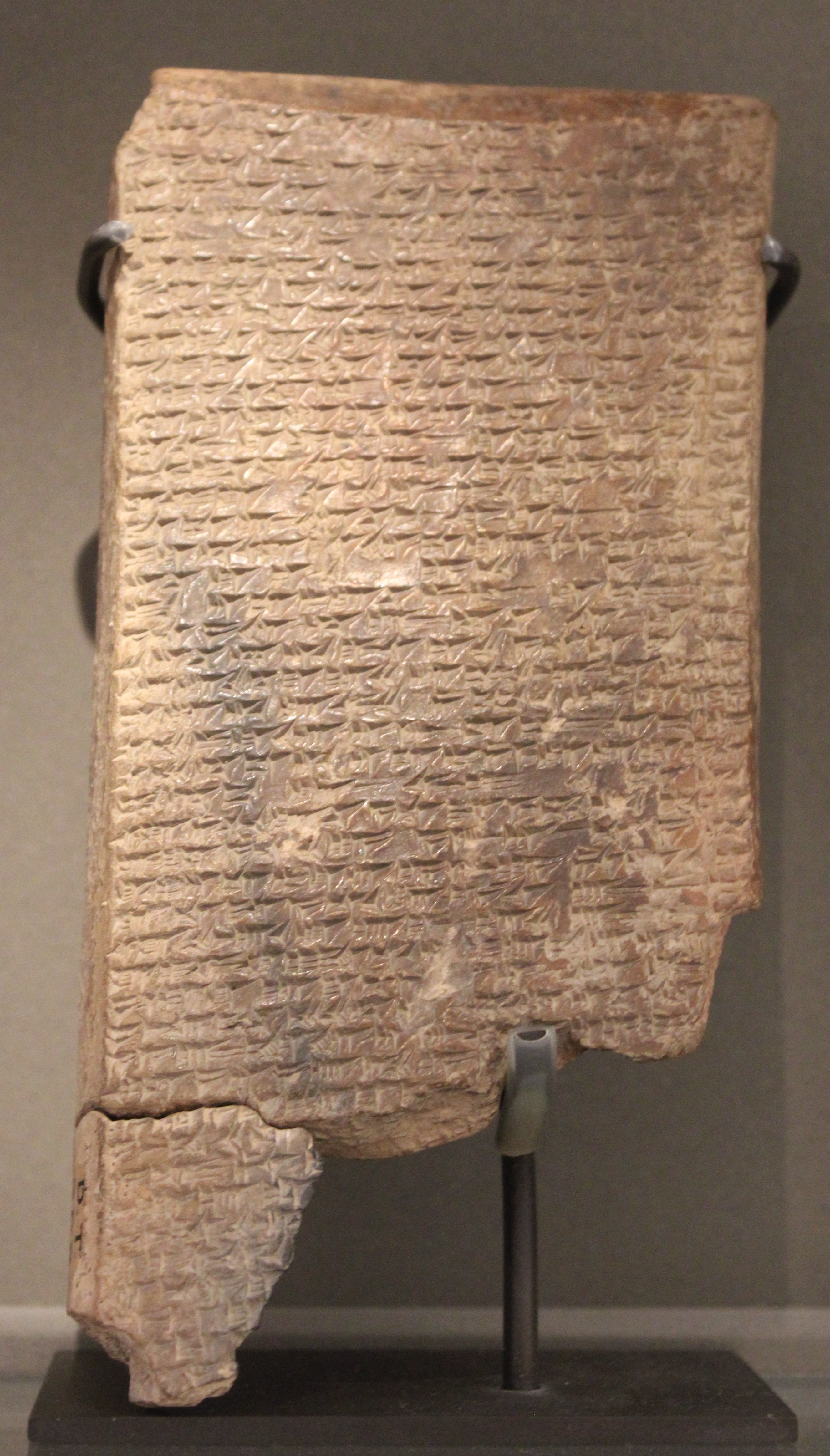
Tablette du Ludlul bēl nēmeqi, provenant de Ninive, Musée du Louvre (dépôt du British Museum).

Le texte le plus important adressé à Marduk en tant que dieu rédempteur est Ludlul bēl nēmeqi (« Je veux louer les Seigneur de sagesse »), aussi surnommé « Poème/Monologue du juste souffrant » et couramment comparé au Livre de Job. Cette longue louange au dieu, sans doute élaborée durant la période kassite, est rangée dans la catégorie des « sagesses » mésopotamiennes (littérature sapientiale dans le Proche-Orient ancien). Il s'agit de la longue supplique à la première personne prononcé par un homme de bonne famille nommé Shubshi-meshe-Shakkan, qui est tombé en disgrâce malgré une attitude et une piété irréprochables, a perdu l'appui de Marduk pour une raison qu'il ignore, ce qui entraîne un enchaînement de malheurs : il perd le soutien de son dieu personnel, de ses proches, puis sa santé. Il se tourne d'abord vers des exorcistes et des devins, en vain. Arrivé aux portes de la mort, alors que sa famille prépare déjà ses funérailles, il reçoit finalement la visite d'un prêtre incantateur qui lui annonce qu'il a retrouvé la faveur de Marduk, ce qui lui permet de rétablir sa situation. Il adresse alors une louange à Marduk, à sa miséricorde et sa grandeur, et va lui rendre hommage dans son temple. Il ressort de ce texte le message que les volontés divines sont impénétrables aux humains, que seuls les dieux savent ce qui est bien et ce qui est mal et que les humains doivent donc suivre leurs avis pour cela. Grâce à la compassion inconditionnelle de Marduk, les humains peuvent être sauvés.
Je veux louer le Seigneur de sagesse, le dieu avisé ;

il s'irrite la nuit, mais pardonne le jour.

Je veux louer Marduk, le Seigneur de sagesse, le dieu avisé ;

lui dont la colère, telle une tempête, (ne laisse que) steppe,

mais dont le souffle est agréable comme la brise du matin.

Irrésistible est sa fureur, et sa rage est un ouragan ;

mais son penchant est secourable et son cœur prêt au pardon.

Les dieux ne peuvent porter le poids de ses mains, 

mais sa main légère retient (l'homme) voué à la mort.

Marduk, les cieux ne peuvent porter le poids de ses mains,

mais sa main légère retient (l'homme) voué à la mort.

Par sa colère, les tombes s'ouvrent,

par sa miséricorde, il relève de la catastrophe l'homme tombé.
— Ludlul bēl nēmeqi, premières lignes, trad. J. Lévêque.
En tant que dieu des conjurations, Marduk est directement impliqué, dans les rituels d'exorcisme visant à vaincre un mal, à combattre un sortilège. Dans ce cadre, des prières conjuratoires, notamment celles dites à main levée (šuila) lui sont adressées afin qu'il guérisse la personne atteinte du mal, lui offrant l'absolution de ses péchés. Dans le contexte exorcistique, il est souvent invoqué sous son aspect Asalluhi, à plusieurs reprises aux côtés de son père Ea et du dieu-soleil Shamash, les deux autres divinités majeures des exorcismes,.
Ea et Marduk, dieux miséricordieux,

Qui déliez celui qui est lié, [qui redressez] le faible,

Qui aimez les hommes,

Ea et Marduk, aujourd'hui

Intervenez en mon cas,

Rendez un jugement pour moi, prononcez une décision pour moi.

Le mal (qu'annonce) ce chat sauvage

[Qui] pleure et gémit dans ma maison

Et jour et nuit m'effraye, que ce soit (à cause d')un manquement

[À l'égard de] mon [dieu] ou d'un manquement à l'égard de ma déesse,

[Ea et Mardu]k, dieux resplendissants,

[Le mal (qu'annoncent) les signes et les] présages mauvais

[Qui ont eu lieu dans ma maison]; détournez-(le) de moi ; (…)
— Prière conjuratoire à Ea et Marduk, contre le mal présagé par un chat sauvage, trad. M.-J. Seux.
Dans les rituels de magie thérapeutique, un type d'incantation courant, surnommé « dialogue Ea-Marduk », se présente sous la forme d'un dialogue entre les deux dieux, Marduk jouant le rôle de celui qui observe l'état de la victime du mal, demandant ensuite conseil à son père qui lui donne des instructions sur la manière de guérir. Elles sont finalement appliquées par l'exorciste chargé de la guérison, qui peut ainsi se prévaloir du fait que son savoir vient des dieux.

### Littérature historique: maître du cours de l'histoire
Avec l'affirmation du royaume de Babylone dont il est le protecteur, Marduk reprend les traits des dieux élisant les rois et infléchissant le cours de l'histoire. On y retrouve des aspects caractéristiques du dieu : figure souveraine, qui octroie la royauté, maître des destinées humaines, qui dispense aussi bien châtiments que récompenses, défaites et victoires. Cela ressort par exemple d'un texte relatant le retour de sa statue de culte par le roi Agum II, après qu'elle a été enlevée par les Hittites. Ce texte n'est connu que par des copies du milieu du Ier millénaire av. J.-C., mais il est possible qu'il ait été produit juste après les faits. Il rapporte comment Marduk et les grands dieux ont décidé du retour de sa statue à Babylone, et comment Agum II accomplit la tâche en restaurant le sanctuaire et son culte. Le retour de la statue du dieu depuis l'Elam à l'époque de Nabuchodonosor Ier a également donné lieu à une littérature « patriotique » célébrant l'événement et la grandeur du dieu. C'est de cette époque qu'est généralement daté par les historiens un texte surnommé Prophétie de Marduk, prononcée par le dieu qui évoque les différents déplacements de sa statue de culte chez les Hittites et en Assyrie, ici présentés comme des événements voulus par le dieu et bénéfiques pour les pays où il est allé ; en revanche son enlèvement en Élam est présenté sous un jour négatif et annonce de manière prophétique la perte de ce royaume, tandis que le dieu promet au roi babylonien qui la ramènera dans son temple qu'il apportera la prospérité à son royaume. Datable de la même période, la Chronique de l'Esagil (ou Chronique Weidner), en fait une apologie sous la forme d'une lettre royale, range les grands souverains du passé (choisis parmi ceux évoqués dans la Liste royale sumérienne) entre ceux qui avaient respecté le culte du dieu et sa ville et avaient connu un règne faste, et ceux qui ne l'avaient pas fait et avaient connu le malheur, envoyant ainsi un avertissement et une leçon aux souverains présents et à venir.

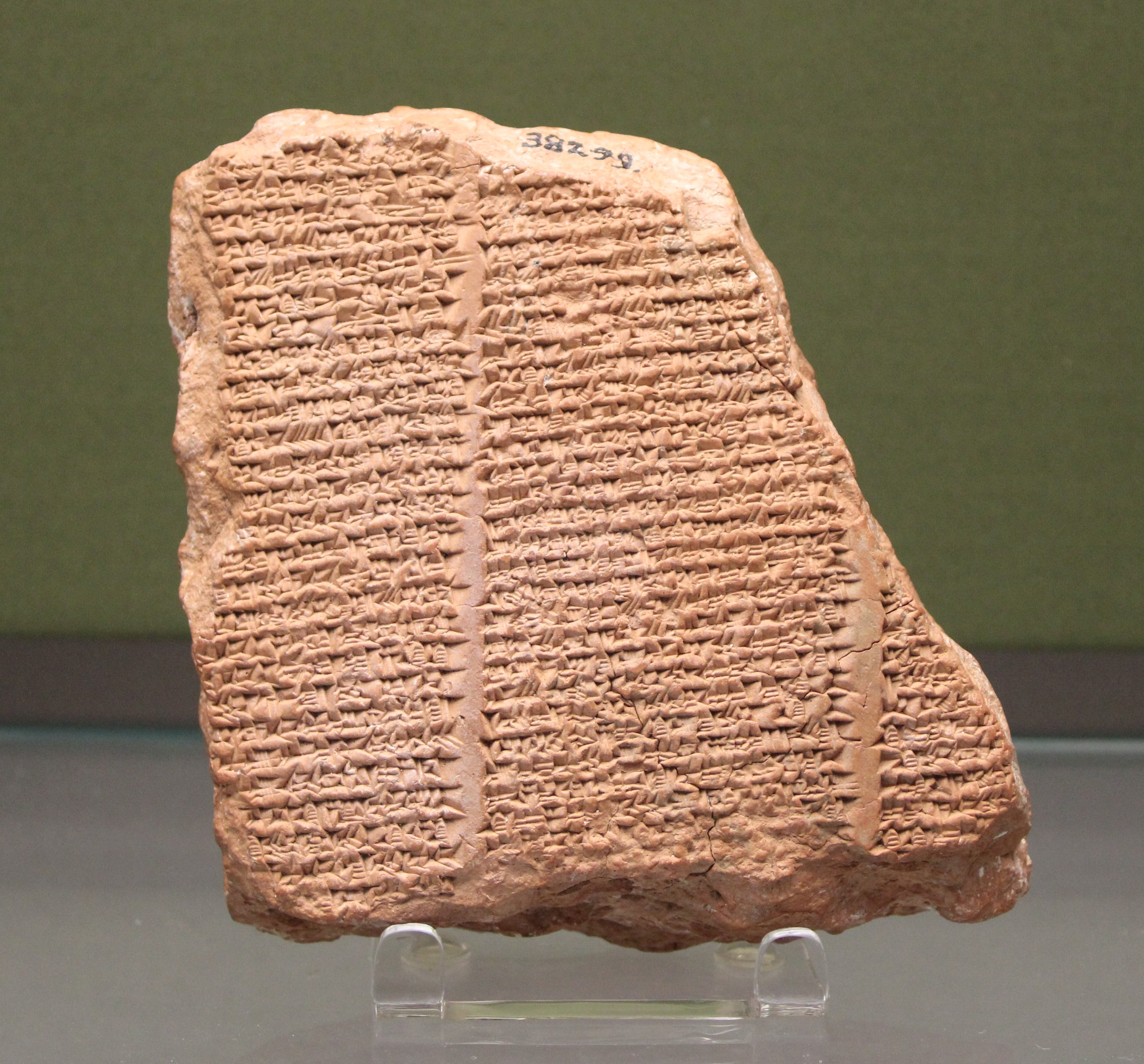
Le Pamphlet contre Nabonide, réinterprétation du règne du dernier souverain babylonien, présenté comme l'archétype du roi impie, maudit et dépouillé de ses prérogatives par Marduk. British Museum.

Cette théologie de l'histoire connaît un développement remarquable aux époques perse et hellénistique, quand les lettrés babyloniens développent un ensemble de textes qui comprend des chroniques historiques, mais également des lettres apocryphes, des textes rituels ainsi que les sections historiques de rapports astronomiques centré sur Marduk et son sanctuaire. Le dieu y détermine le cours de l'histoire en châtiant les mauvais rois (notamment le dernier roi babylonien, Nabonide) et en récompensant ceux qui sont pieux et bons, la négligence du dieu emportant le malheur et la guerre pour le royaume. Ces textes ont une finalité présente, le discours sonnant comme un avertissement aux souverains du présent et de l'avenir. Leurs messages insistent sur plusieurs points vus comme nécessaire à la prospérité du royaume, reposant sur le lien entre les souverains, le dieu Marduk, et son temple l'Esagil, ce qui donne un rôle à son clergé détenteur d'un savoir sacré, présenté comme un collaborateur indispensable pour le pouvoir royal. Plusieurs textes présentent des figures de prêtres de Marduk ayant été injustement traités par des mauvais rois, en faisant ainsi des figures de martyrs. La contribution des rois au culte du dieu, et en particulier leur participation au rituel du Nouvel An babylonien, est vue comme un impératif, la Chronique de Nabonide liant le destin funeste de ce roi à son absence à ce rituel pendant plusieurs années. C'est sans doute dans ce contexte qu'est mise par écrit la tablette la plus complète décrivant le déroulement de ce rituel, en le réinterprétant pour les besoins immédiats. C'est également à cette période que le prêtre babylonien Bérose rédige les Babyloniaka, texte grec (préservé uniquement par fragments) représentant une tentative d'expliquer l'histoire et les traditions babyloniennes aux nouveaux maîtres du pays,.

## Le culte de Marduk à Babylone

### Le sanctuaire: l'Esagil

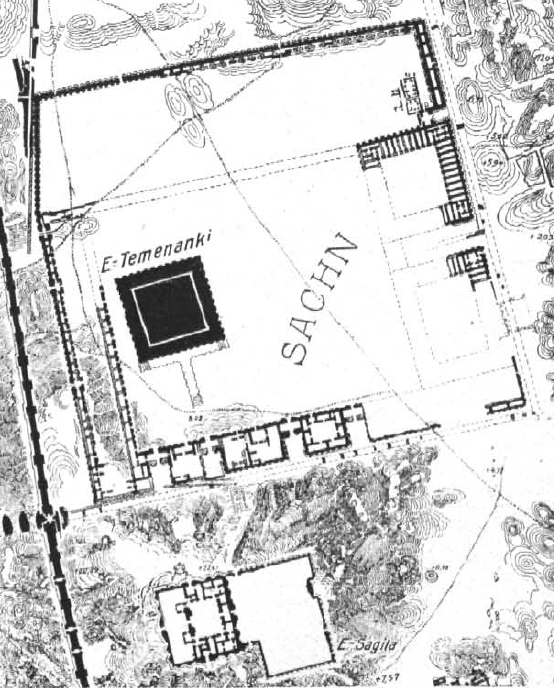
Plan des zones fouillées dans le complexe du dieu Marduk à Babylone : au sud l'Esagil, et au nord la ziggurat Etemenanki dans sa grande enceinte.

Le sanctuaire de Marduk à Babylone a pour nom Esagil, ce qui signifie en sumérien « Maison (ou Temple) dont le sommet est élevé ». Il est situé au centre de la ville, sur la rive gauche de l'Euphrate. Il existe peut-être dès le IIIe millénaire av. J.-C., mais la première mention assurée de son existence est une inscription commémorant sa restauration par le roi babylonien Sabium datée d'environ 1834 av. J.-C. Il est restauré plusieurs fois durant le reste de l'histoire babylonienne, et connaît sa période la plus faste sous les rois néo-babyloniens. C'est cet état qui a fait l'objet de fouilles, qui n'ont dégagé que des pièces de sa partie principale (un ensemble grossièrement carré de 85,50 × 79,30 m) situées autour de la « cour supérieure » ou « cour de Bêl », donnant sur la cella de Marduk, la « Maison du commandement » (Eumusha), où se trouvait sa statue de culte. Cette partie de l'édifice comprenait également la cella de sa parèdre Sarpanitu. Le reste de l'édifice, reconstitué à partir des textes, était situé à l'est, autour de la « cour inférieure », où se réunissait l'assemblée des dieux lors de la fête du Nouvel An. Au sud de cette dernière s'étendait une autre unité, organisée autour de la « cour d'Ishtar et de Zababa ». Le bâtiment avait donc la forme d'un "L". Le reste du complexe comprenait d'autres lieux de culte, difficiles à localiser avec précision, comme le sanctuaire d'Ishtar de Babylone et un autre dédié à Ea, où avait lieu la consécration des statues de culte,.
Au nord du complexe comprenant l'Esagil se trouvait la tour à étages, ziggurat, appelée Etemenanki, « Maison (ou Temple) qui est le fondement du Ciel et de la Terre », également dédiée à Marduk. Dans son état final, atteint à l'époque néo-babylonienne, elle avait une base carré de 90 mètres de côté. Détruite et arasée dès l'Antiquité, il n'en reste plus que les fondations, ce qui rend difficile la reconstitution de son histoire et de son aspect. On estime qu'elle existe au moins dès l'époque de Hammurabi, au XVIIIe siècle av. J.-C., mais elle n'est mentionnée dans des textes qu'à partir de la fin du IIe millénaire av. J.-C. Les sources les plus utiles pour connaître son aspect sont un texte métrologique d'époque récente, la Tablette de l'Esagil, qui n'est que partiellement fiable car il est surtout guidé par des considérations cosmologiques visant à donner une image « idéale » de l'édifice, et une stèle de Nabuchodonosor II sur laquelle l'édifice est représenté en coupe, avec un plan au sol du temple haut qui le couronnait. On y apprend que l'édifice disposait de six terrasses, le septième et dernier étage étant le temple haut, édifice décoré de briques émaillées qui comprenait des chapelles dédiées à Marduk et d'autres divinités. Selon les propositions les plus plausibles, l'édifice s'élevait à une soixantaine de mètres de hauteur (la hauteur de 90 m donnée par la Tablette de l'Esagil n'étant pas jugée réaliste). Sa fonction rituelle est mal documentée,.
Les processions accédaient au complexe de Marduk par une large avenue démarrant au nord au niveau de la porte d'Ishtar : la « Voie processionnelle » selon la terminologie moderne, « Que l'arrogant ne passe pas ! » (Ay-ibur-šabû) selon la terminologie antique. Son tronçon principal, sur 200 mètres au sud de la porte, était bordé de décors de briques à glaçure représentant des taureaux, animal de la déesse Ishtar (paradoxalement absent de la tour qui lui était dédiée, où on trouvait en revanche le dragon-serpent de Marduk). On rejoignait les complexes d'Etemenanki et de l'Esagil, protégés par une enceinte, en franchissant leurs portes monumentales conduisant sur leurs esplanades,.
L'Esagil et Etemenanki avaient un rôle symbolique majeur dans la théologie babylonienne. Selon Enūma eliš, ils étaient situés au centre cosmique de l'univers, au lieu où le monde terrestre avait été fondé, servant de contrepartie terrestre à la demeure céleste de Marduk, appelée Esharra. Celle-ci correspondait à la constellation que les Babyloniens appelaient le « Champ » ikû, connu à l'époque moderne sous le nom de « Grand carré de Pégase », répliquée sur Terre par la « Cour sublime » (Kisal-mah) située dans le complexe de l'Esagil. Les dimensions symboliques de la ziggurat Etemenanki données par la Tablette de l'Esagil l'inscrivent de la même manière dans un cube dont les côtés mesurent chacun une unité de longueur également appelée ikû (env. 90-91 m), ce qui renvoie là encore à des considérations cosmologiques.

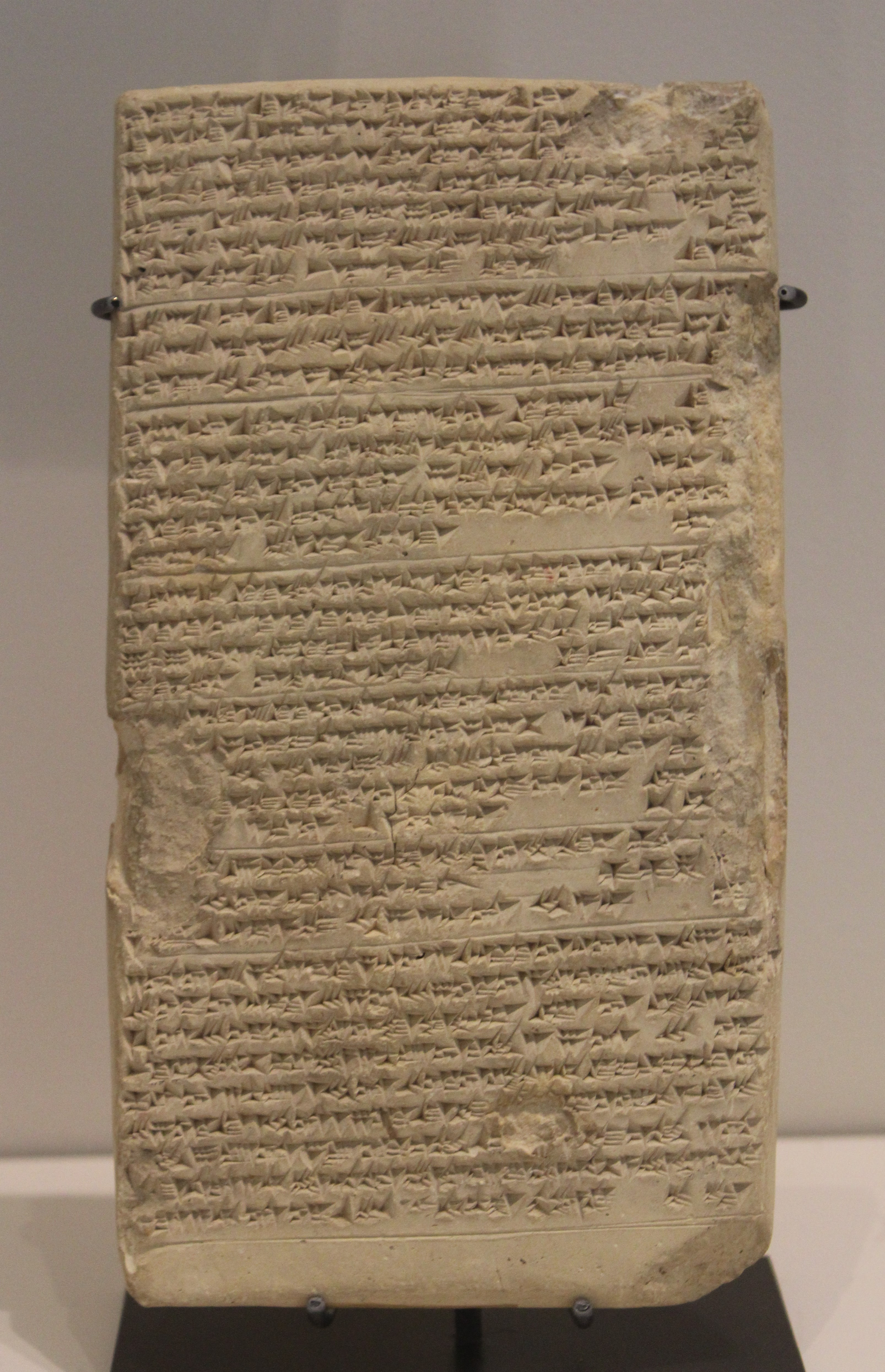
Tablette de l'Esagil, musée du Louvre.
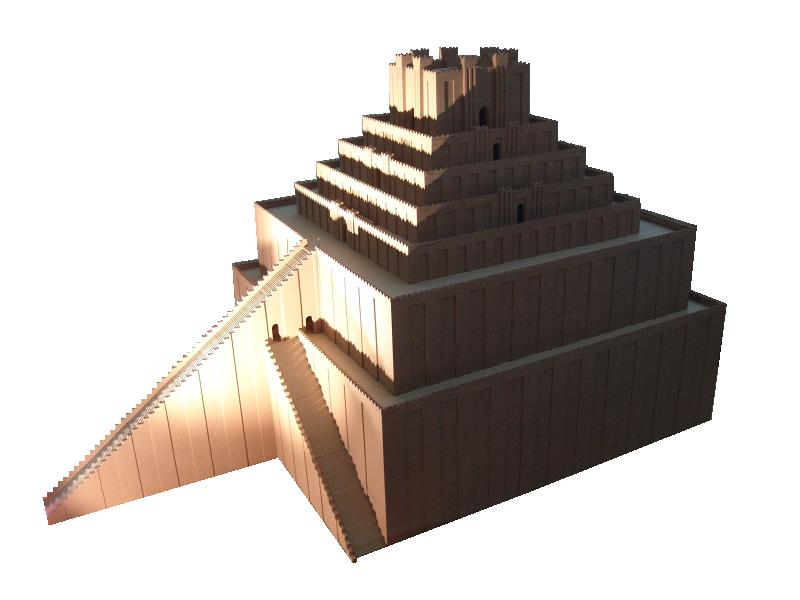
Maquette 3D proposant une reconstitution de la ziggurat Etemenanki de Babylone, Pergamon Museum.

### Rituels et fêtes religieuses

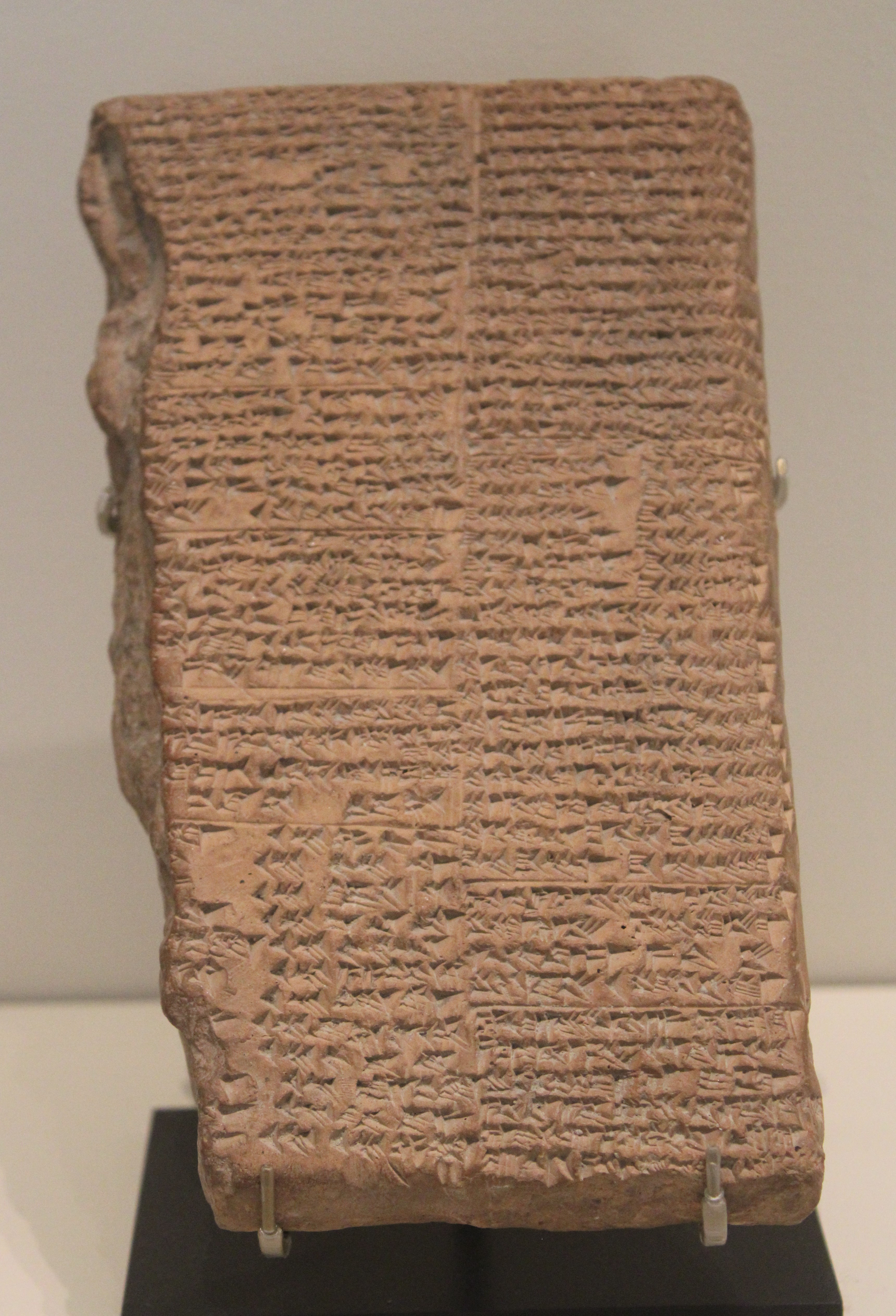
Tablette décrivant le déroulement de la fête-akitu de Babylone, époque hellénistique. Musée du Louvre.

Le rituel le plus important du culte de Marduk est l’akitu de Babylone (des rituels de même nom existent depuis les époques anciennes dans d'autres villes de Mésopotamie). Il a lieu deux fois par an, au début de l'année (1er mois, Nisannu) et au milieu de celle-ci (7e mois, Tašrītu). Le mieux documenté est, de loin, celui du Nouvel An, décrit en particulier par un texte rituel d'époque hellénistique (ce qui pose la question de savoir s'il s'agit d'un rite qui a vraiment été accompli à l'époque de la royauté babylonienne). Il se déroule sur une douzaine de jours à Babylone, avec pour lieux principaux le temple de Marduk, celui de Nabû, et le temple dédié spécifiquement à la fête-akitu. Les huit premiers jours sont consacrés à des rituels dans les temples, marqués par des offrandes et prières au couple Marduk-Sarpanitu, le quatrième jour étant marqué par une récitation de l'intégralité d’Enūma eliš, rappelant la grandeur du dieu. Le roi participe personnellement les quatrième et cinquième jour : on lui remet le sceptre royal, conservé dans le temple de Nabû, puis il se rend dans la cella du dieu Marduk, devant sa statue de culte où le « Grand-Frère », chef des prêtres de l'Esagil, le dépouille des insignes royaux, lui fait subir un rituel d'humiliation devant le dieu, symbolisant sa soumission à celui-ci, avant de lui restituer ses insignes et de le confirmer dans sa fonction de roi, en tant que représentant terrestre du dieu Marduk. Les derniers jours de la fête sont marqués par une assemblée des (statues des) dieux dans l'Esagil, sous la direction de leur roi Marduk, puis une procession jusqu'au temple de la fête-akitu durant laquelle la statue de Marduk passe par onze étapes, chacune consacrée à un aspect spécifique du dieu et renvoyant au total à son statut de dieu universel.

« Le roi mis en présence de Bêl, le Grand-Frère lui confisquera tous les insignes de son pouvoir : Baguette et Cerceau, Harpé et Couronne royal, qu'il disposera devant Bêl sur un siège. Il soufflettera alors le roi…, lui tirera les oreilles et le fera mettre à genoux. Et le roi dira : « Je n'ai point péché, ô Seigneur de tous les pays ! Je n'ai pas été négligent à l'égard de Ta Divinité ! Je n'ai pas démoli Babylone, ni ordonné sa dispersion ! Je n'ai pas giflé mes protégés (les Babyloniens), je ne les ai pas humiliés ! Je prends souci de Babylone et je n'ai jamais démoli ses remparts ! » »

— Extrait du rituel babylonien du Nouvel An : la soumission du roi devant Marduk, trad. J. Bottéro.
Le texte rituel le plus complet datant d'une époque postérieure à celle des rois babyloniens, la question de savoir s'il correspond au rituel qui avait effectivement lieu auparavant est posée, car il pourrait avoir connu des évolutions. Ce texte pourrait renvoyer à une reformulation tardive faite par le clergé de Marduk pour se mettre en valeur avec leur dieu. D'autres textes de la même période insistent en effet sur le fait que les bons souverains ont scrupuleusement participé au rituel du Nouvel An, alors que les mauvais l'ont négligé, attirant ainsi la fureur du dieu.
Le déroulement de l’akitu qui a lieu à l'automne est moins bien connu. Il diffère du premier, mais il comprend également un rite d'humiliation symbolisant la perte de statut du roi, par son enfermement dans une hutte en roseau durant une nuit.
Une fête religieuse de l'Esagil est documentée pour les jours 3 et 4 du 9e mois (Kislimu), durant laquelle des branches de palmier sont déplacées et exposées en différents endroits de Babylone. Durant le jour 4, Enūma eliš est récité par un chantre devant la statue de Marduk, et lorsqu'il récite un passage (V, 83) durant lequel le dieu Usmu fait un présent à Marduk, un autre prêtre présente à la statue du dieu une branche de palmier sur un plateau en argent,.
Un texte datant la période paléo-babylonienne tardive (XVIIe siècle av. J.-C.) donne des instructions pour un rituel au cours duquel la statue de Marduk se déplace par bateau vers une localité du voisinage de Babylone, où des « nourrices sèches » (tāriātum) lui font des offrandes, ce qui pourrait renvoyer à une tradition mythologique dans laquelle le dieu est confié à des nourrices, qui se retrouve dans un passage d’Enūma eliš (I, 86).
Marduk intervient également dans des rituels liés au temple de la déesse Ishtar de Babylone, documentés par les textes rituels surnommés « Love Lyrics », renvoyant à l'aspect sexuel de la déesse. Ils semblent renvoyer à une fête ayant lieu au 4e mois (Du'uzu), marquée par des processions entre plusieurs temples de Babylone, associant la déesse Ishtar en tant que concubine du dieu Marduk, suscitant la jalousie de l'épouse de ce dernier, Sarpanitu,.

## Marduk/Bel dans la Bible
Marduk apparaît dans la Bible sous le nom de Merodach dans Jérémie 50:2, en tant que dieu de Babylone. Dans ce même livre (51:44) il est aussi sous le nom de Bêl, qui est employé dans d'autres livres bibliques (Isaïe 46:1). Les prophéties de Jérémie annoncent sa défaite, en même temps que celle de sa ville, Babylone,. Autrement, le nom du dieu apparaît dans des noms de personnes (Evil-Merodach/Amel-Marduk, Merodach-baladan/Marduk-apla-iddina ; peut-être Mardochée).
Bel et le Dragon, admis comme un texte biblique (intégré au Livre de Daniel) par les Catholiques mais considéré comme apocryphe dans le judaïsme et dans des églises orthodoxes et protestantes, fait également référence à Bêl. Il y est évoqué en tant que faux dieu, que refuse de vénérer Daniel malgré l'ordre du roi de Babylone. Le prophète parvient à démonter la supercherie montée par le clergé de Bel en démontrant que la nourriture offerte au dieu n'est pas consommée par celui-ci mais par les prêtres.

## Phases tardives

### La fin du culte à Babylone
Le sanctuaire de Marduk à Babylone fonctionne au moins jusqu'aux débuts de notre ère. Dans son Histoire naturelle (VI, 121), Pline l'Ancien (milieu du Ier siècle) rapporte que la ville de Babylone est désertée, mais que le temple de « Jupiter-Belus » reste debout,. C'est vers cette époque que cesse la tradition cunéiforme, la dernière tablette mise au jour à Babylone étant un texte astronomique daté de 74 de notre ère.
Au IIIe siècle, le traité Avoda Zara (11b) du Talmud de Babylone rapporte que les cultes idolâtres existent encore dans le temple de Bel à Babylone et dans celui de Nebo (Nabû) à Borsippa. Les cultes de l'Esagil doivent prendre fin vers cette période.

### Bêl dans la Syrie romaine

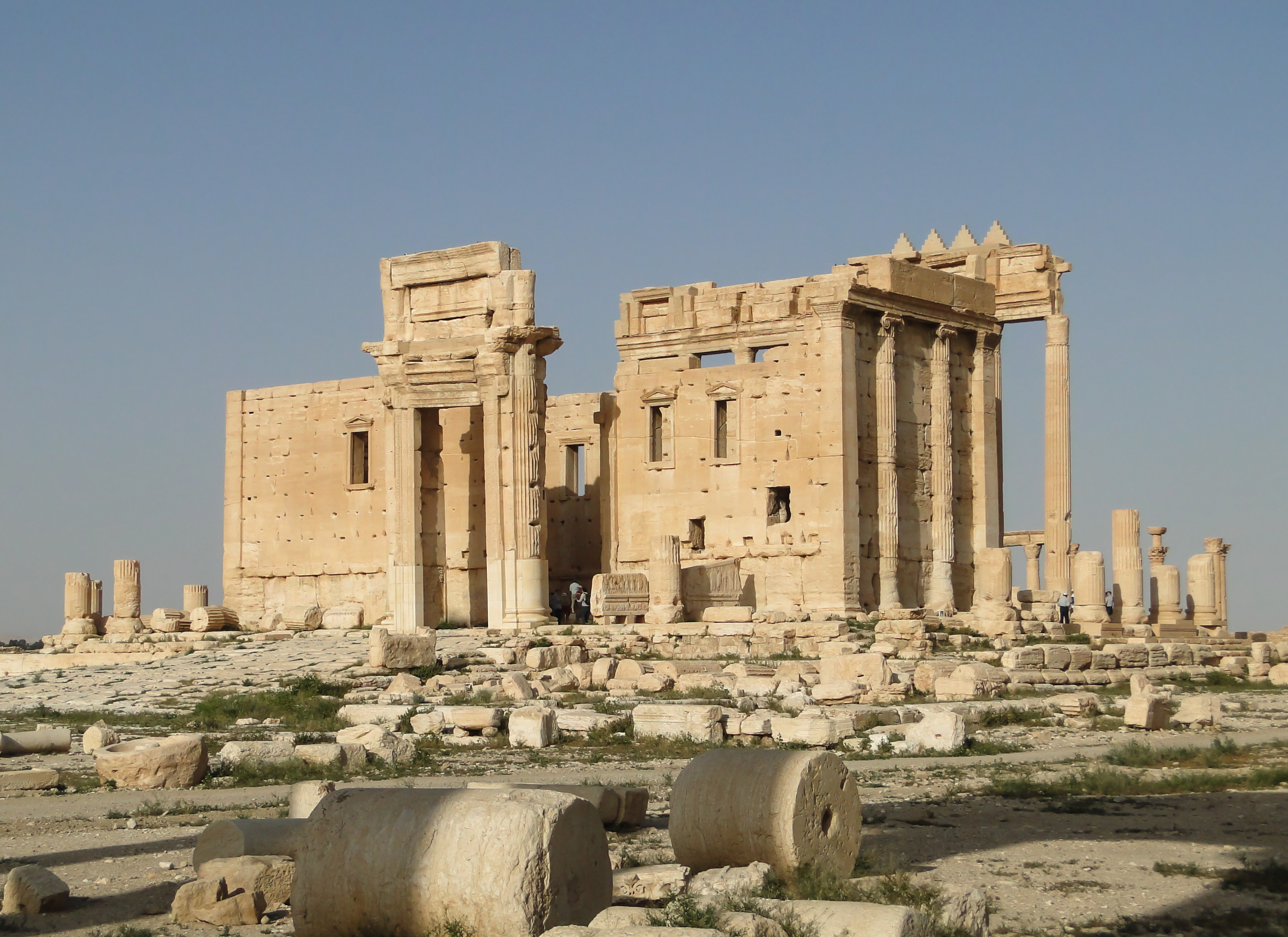
Le temple de Bêl à Palmyre en 2010 (l'édifice a été détruit par l’État islamique en 2015).

Le culte de Bêl, aux côtés de Nebo/Nabû, connaît une grande popularité dans la Syrie à l'époque de la domination romaine et ses traces se décèlent dans la documentation écrite jusqu'à la fin des cultes païens. Bêl dispose de son sanctuaire dans la ville de Palmyre, où un bas-relief du Ier siècle de notre ère représente sa lutte, aux côtés de son fils, contre le monstre marin Tiamat, ce qui indique que le mythe Enūma eliš a fait l'objet d'une adaptation locale. Le nom Bel apparaît dans les noms de personnes jusqu'à l'Antiquité tardive. Des sources mentionnent également l'existence d'un culte à Bel et à Nebo dans la cité d'Édesse aux alentours de 500 de notre ère, avec une fête religieuse au cours de laquelle un mythe est récité, donc peut-être là aussi une référence à une version récente d’Enūma eliš. En tout cas le philosophe d'origine syrienne Damascios donne vers la même période un résumé du mythe assez fidèle à la version babylonienne, dans lequel Belos (Bel) se voit attribuer un rôle de démiurge,.

## Réceptions modernes
- Un groupe de black métal suédois porte le nom du dieu : Marduk (groupe).
- Le mythe principal du dieu, Enūma eliš, est rarement cité dans la culture populaire moderne, et quand il l'est il n'y a généralement pas de référence à Marduk[141].
- Dans la série d'animation japonaise Neon Genesis Evangelion, l'institut Marduk est une organisation chargée de sélectionner les pilotes d'EVA.
- Dans le domaine de la pseudoscience (théorie des anciens astronautes), Zecharia Sitchin fait, notamment à partir d’Enūma eliš, de Marduk une ancienne planète (aussi appelée Nibiru) peuplée par des humanoïdes (qu'il nomme Néphilim ou Anunnaki) ayant développée une civilisation avancée dont des membres ont visité la Terre dans le passé et créé artificiellement l'être humain[142].

### Sources
- René Labat, « Les grands textes de la pensée babylonienne », dans René Labat, André Caquot, Maurice Sznycer et Maurice Vieyra, Les Religions du Proche-Orient asiatique, Textes babyloniens, ougaritiques, hittites, Paris, Fayard, 1970, p. 1-349
- Jean Bottéro et Samuel N. Kramer, Lorsque les dieux faisaient l'Homme, Paris, Gallimard, coll. « NRF », 1989
- Marie-Joseph Seux, Hymnes et prières aux dieux de Babylonie et d'Assyrie, Paris, Le Cerf, coll. « Littératures anciennes du Proche-Orient », 1976
- (en) Benjamin R. Foster, Before the Muses: an Anthology of Akkadian Literature, Bethesda, CDL Press, 2005
- (en) Takayoshi Oshima, Babylonian Prayers to Marduk, Tübingen, Mohr Siebeck, 2011
- (en) Wilfried G. Lambert, Babylonian Creation Myths, Winona Lake, Eisenbrauns, 2013

### Synthèses sur Marduk
- (de) Walter Sommerfeld, « Marduk. A. Philologisch. 1. In Mesopotamien. », dans Reallexicon der Assyriologie und Vorderasiatischen Archäologie, vol. VII, Berlin, De Gruyter, 1987-90, p. 360-370
- (en) Grant Frame, « My Neighbour's God: Aššur in Babylonia and Marduk in Assyria », Bulletin of the Canadian Society for Mesopotamian Studies, vol. 34,‎ 1999, p. 5–22
- (en) Tzvi Abusch, « Marduk », dans Karel van der Toorn, Bob Becking et Pieter W. van der Horst (dir.), Dictionary of Deities and Demons in the Bible, Leyde, Boston et Cologne, Brill, 1999, p. 543-549
- Francis Joannès, « Marduk », dans Francis Joannès (dir.), Dictionnaire de la civilisation mésopotamienne, Paris, Robert Laffont, coll. « Bouquins », 2001, p. 493-496
- (en) Takayoshi Oshima, « The Babylonian God Marduk », dans Gwendolyn Leick (dir), The Babylonian World, New York, 2007, p. 348-360
- (en) Nicole Brisch, « Marduk (god) », sur Ancient Mesopotamian Gods and Goddesses, Oracc and the UK Higher Education Academy, 2019 (consulté le 7 mars 2024)
- (en) Enrique Jiménez, « Marduk », dans Encyclopedia of the Bible and Its Reception, vol. 17, Berlin et Boston, Walter de Gruyter, 2019, col. 885-887
- (en) Douglas R. Frayne et Johanna H. Stuckey, A handbook of gods and goddesses of the ancient Near East : Three thousand deities of Anatolia, Syria, Israel, Sumer, Babylonia, Assyria, and Elam, University Park, Eisenbrauns, The Pennsylvania State University, 2021, « Marduk », p. 201-204

### Religion mésopotamienne
- Jean Bottéro, La plus vieille religion : en Mésopotamie, Paris, Gallimard, coll. « Folio Histoire », 1998
- (en) Jeremy Black et Anthony Green, Gods, Demons and Symbols of Ancient Mesopotamia, Londres, British Museum Press, 1998

### Babylone
- Béatrice André-Salvini, Babylone, Paris, Presses universitaires de France, coll. « Que sais-je ? », 2019.
- (en) Karen Radner, A Short History of Babylon, Londres et New York, Bloomsbury Academic, 2020

### Autres études
- (en) Andrew R. George, Babylonian Topographical Texts, Louvain, Leuven Departement Oriëntalistiek, coll. « Orientalia Lovaniensia Analecta », 1992.
- (en) Eckart Frahm, « Counter-texts, commentaries, and adaptations: politically motivated responses to the Babylonian Epic of Creation in Mesopotamia, the Biblical world and elsewhere », Orient, no 45,‎ 2010, p. 8-13
- (en) Céline Debourse, Of Priests and Kings : The Babylonian New Year Festival in the Last Age of Cuneiform Culture, Leyde et Boston, Brill, 2022

### Articles liés
- Babylone
- Enūma eliš
- Etemenanki